# Petter Solberg
Petter Solberg (Askim, 1974. november 18. –) norvég autóversenyző, a 2003-as rali-világbajnokság győztese, tizenháromszoros rali-világbajnoki futamgyőztes. Colin McRae és Richard Burns után ő a harmadik olyan versenyző, aki a Subaru csapatával egyéni világbajnoki címet nyert. Bátyja, Henning Solberg szintén autóversenyző.
1998-ban debütált a rali-világbajnokságon. A 2002-es brit versenyen elért győzelmével megszerezte hazája első sikerét a sorozatban. 2003-ban, a Subaru World Rally Team alakulatával egyéni világbajnoki címet szerzett. Az ezt követő két szezonban legnagyobb riválisával, Sébastien Loebbel küzdött a bajnoki elsőségért, ám mind a két évben alulmaradt francia ellenfelével szemben. A Subaru kivonulását követően, 2009-ben, Petter saját csapatot alapított, amellyel kezdetben egy Citroën Xsara WRC-vel, majd egy Citroën C4 WRC-vel vett részt a világbajnokság versenyein. 2011-ig privát alakulatában volt jelen a sorozatban, majd 2012-ben visszatért a Fordhoz gyári pilótaként.
2013-ban a FIA ERX Supercar Championship sorozatban indult. 2014-től FIA World Rallycross Championship sorozatban versenyzik, ahol első évében sikerült megnyerni a bajnokságot, majd második évében sikerült meg is védenie azt, ezzel ezidáig a sportág kétszeres bajnoka.
Pályafutása jelentős részében a walesi Phil Mills volt a navigátora. Együtt 152 világbajnoki versenyen vettek részt, egy bajnoki címet és tizenhárom győzelmet szereztek a világbajnokságon. Mills a 2010-es portugál ralit követően a visszavonulás mellett döntött, helyét a brit Chris Patterson vette át.
A skandináv raliversenyzőkhöz hasonlóan Petter is murvás futamokon érte el sikerei nagy részét. Tizenhárom világbajnoki győzelméből mindössze egyet jegyez aszfalton, és további egy született havas borítású pályákon. A brit rali kivételével – ahol Solberg négy alkalommal is nyerni tudott – az összes többi győzelmét különböző versenyeken érte el.

## Pályafutása

### A kezdet
Anyai ágon került az autósport közelébe, hisz mind édesanyja, mind anyai nagyapja ralikrossz-versenyző volt. Pettert és bátyját, Henninget a szülei már fiatalon az autóversenyzés felé terelték. Petter 13 évesen megnyert egy rádió-távvezérléses autók számára kiírt bajnokságot.
1992-ben, három nappal a 18. születésnapját követően, és mindössze egy nappal azután, hogy kézhez kapta jogosítványát, benevezett első bilcross versenyére.
1993 és 1995 között párhuzamosan vett részt ralikrossz- és hegyi versenyeken. 1994-ben, egy Forddal mind a két szakágban másodikként zárta az országos bajnokságot, ’95-ben azonban már egy Volvóval mind a két sorozatban bajnoki címet nyert. 1996-ban megvédte címeit, valamint ekkor már raliversenyeken is rajthoz állt. 1997-ben a hegyibajnokság mellett a norvég ralibajnokságban is szerepelt. Előbbit újfent elsőként zárta, míg utóbbit, egy győzelemmel, az ötödik helyen. 1998-ban megnyerte hazája ralibajnokságát, valamint rajthoz állt élete első világbajnoki versenyén, a svéd ralin.

### Rali-világbajnokság
1998-ban a világbajnokság két versenyén indult. Mind a két futamon egy Toyota Celica GT-Fourral volt jelen, ugyanazzal a típussal, amellyel abban az évben megnyerte a norvég bajnokságot. A svéd ralin debütált a sorozatban, ez volt Henning első világbajnoki versenye is. Közel azonos időket teljesítettek, ám míg bátyja több alkalommal is a legjobb tízben végzett a szakaszokon, addig Petter legjobb részeredménye egy tizedik helyezés volt. A célban Henning a tizenkettedik, Petter pedig a tizenhatodik helyen zárt. A szezon utolsó versenyén, a brit ralin, a második nap második szakaszán esett ki egy balesetet követően.

#### Ford: 1999–2000
Az 1999-es szezonban már hat versenyen áll rajthoz, ezek majd’ mindegyikén a Ford gyári csapatával. Svédországban csak a tizenegyedik lett, a szafari ralin viszont nagy meglepetést okozott azzal, hogy az ötödik helyen ért célba, megszerezve első pontjait. Solberg itt az utolsó pillanatokban kapott meghívást, azután, hogy a csapat svéd versenyzője, Thomas Radström megsérült. A portugál ralin tizenegyedik, majd a finn ralin tizenkettedik lett. Első aszfaltos világbajnoki versenyén, Sanremóban csak a huszonhetedik volt, a szezonzáró brit ralin pedig kilencedikként zárt.
2000-ben tíz futamon volt jelen: haton egy Forddal, majd négyen egy Subaruval. A szafari ralin megismételte egy évvel korábbi eredményét, és újra az ötödik lett. Portugáliában már a verseny elején kiesett mechanikai hiba miatt, majd hatodikként zárt Argentínában. Az ezt követő Akropolisz-ralin szerezte első szakaszgyőzelmeit, Görögországban mindjárt ötöt. A versenyen ettől függetlenül nem ért célba: az első differenciálmű meghibásodása miatt kiesett. A soron következő Új-Zéland-ralin újfent szakaszokat nyert, és az első nap nagy részén sokáig a második helyen is állt. A második napon a hatodik helyig csúszott vissza, a célban viszont már negyedik volt, amely az addig legjobb világbajnoki helyezése volt. Utolsó fordos versenyén, a finn ralin egy baleset miatt esett ki. A nyolcadik szakaszon Fordja jobb oldalával egy árokba csapódott, az autó elemelkedett és tehetetlenül a fák közé csapódott; Solberg az ötödik helyen állt ekkor.

#### Első évek a Subarunál

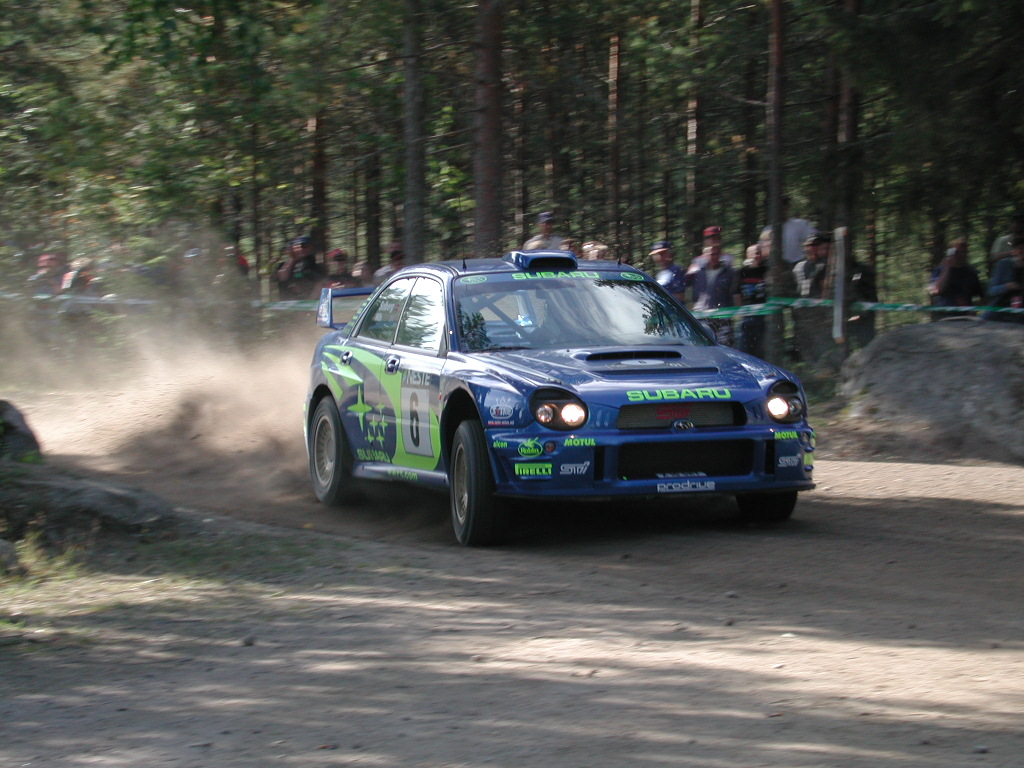
A Subaru World Rally Team csapatában a 2001-es finn ralin

A szezon utolsó négy versenyét már a Subaru-val teljesítette. Petter elhagyva a Ford alakulatát, aláírt a Prodrive-al és a Subaru World Rally Team versenyzője lett. A négy futam egyikén sem szerzett pontot. Korzikán és a szezonzáró brit ralin technikai, míg az ausztrál versenyen baleset miatt esett ki. A Sanremo-ralin a kilencedik helyen ért célba. A pontversenyt végül hat pontjával tizedikként zárta.
2001-ben teljesítette pályafutása első teljes világbajnoki szezonját. A szezonnyitón már az első napon a hegyoldalnak sodródott és összetörte autóját. Svédországban hatodik lett, majd mind a két Ibériai-félszigeten rendezett futamon kiesett. Ezt követte egy ötödik helyezés Argentínában. A szezon hatodik versenyén, Cipruson szakaszgyőzelemmel kezdett, amit megismételt a negyedik etapon is. A hatodik gyorsaságin azonban műszaki gondjai akadtak, amit követően Subaruja porig égett. Az Akropolisz-rali első napjának nagy részén még az összetettet is vezette. Csapattársaival, Burnsszel és Martinnal felváltva álltak az első helyen, egészen a hatodik gyorsig, amikor is mind a három Subarunak gondjai akadtak. Az utolsó napon sokáig a harmadik helyen állt, ám Carlos Sainz a véghajrában kiesett, és Solberg megörökölte a második pozíciót. Ezzel megszerezte pályafutása első világbajnoki dobogós helyezését, és hat pontot szerzett. Kenyában, a szafari ralin újra esélye volt az első három hely egyikére, de a harmadik napon kiesett, miután elhagyta autója egyik kerekét. A finnországi és az új-zélandi versenyeken hetedik lett. A következő két aszfaltos futamon összesen két pontot gyűjtött, majd hetedik volt az ausztrál ralin. A szezonzáró brit ralin technikai gondokkal küzdött, és már a második gyorsaságin kiesett. Míg csapattársa, Burns megnyerte a világbajnokságot, addig Solberg csak a tizedik helyen zárta a pontversenyt.
A 2002-es szezonra Burns a Peugeot-hoz igazolt, és Solberg új csapattársa a négyszeres világbajnok Tommi Mäkinen lett. Noha az idény első négy versenyéből három is aszfaltos volt, Petter ezeken több szakaszgyőzelmet is szerzett. Monte Carlóban hatodik lett, Svédországban kiesett, a korzikai és a katalán ralikon pedig ötödik volt. A szezon első murvás versenye a Ciprus-rali következett. Már a harmadik gyorsaságin jelentős hátrányba került, miután a Subaru differenciálművével és a hátsó fékjeivel akadtak gondjai. Közel négy percet vesztett, és a harminckettedik helyre esett vissza. Innen kezdte meg a felzárkózást, és a nap végére már tizenhatodik volt. A második nap hét szakaszából négyet megnyert, és további nyolc pozíciót javított, majd az utolsó napon felért az ötödik helyre. Argentínában negyedik lett, ám mivel a verseny után mind a két Peugeot-t kizárták, a második helyre lépett elő. A hetedik futam, az Akropolisz-rali igencsak szerencsétlenül indult számára. Az első gyorson megpördült és leállt a motorja, majd a második szakaszon az árokba csúszott. Másnap a kilencedik gyorsaságin akadtak gondjai, miután meglazult a kormánykereket rögzítő központi csavar, és navigátorának menet közben kellett azt egy, az ülések mögül előszedett szerszámmal meghúznia. Ezalatt Mills kicsatolt biztonsági övvel, míg Petter itiner nélkül hajtott, és a történések ellenére is harmadikok lettek a szakaszon. A versenyt Solberg végül az ötödik helyen zárta. A soron következő szafari ralin már az első nap kiesett motorproblémák miatt, majd a finn futamon harmadik lett. Ezt követte egy hiba a német ralin. A sanremói futamon ismét jól szerepelt, több szakaszt is nyert, és a harmadik helyen ért célba. Ez volt pályafutása első aszfaltos versenyen szerzett világbajnoki dobogós eredménye. Új-Zélandon újra motorhiba miatt esett ki: egészen a huszonnegyedik gyorsasági szakaszig a harmadik helyen állt, amikor is a Suburu motorja tönkrement. Az ausztrál ralin Rovanperävel volt harcban a második helyért. Az utolsó napon a finn nagyot hajrázott, négyből három szakaszt megnyert, és utolérte Solberget. Igaz ehhez kellett a norvég rossz gumiválasztása is, aki így végül négy pontot szerzett. A szezonzáró előtt a pontverseny hetedik helyén állt, hét pontos hátrányban a második Burns-től. Elérkezett az utolsó verseny, a brit rali. A nagy riválisok sorra rontottak. Előbb Colin McRae és Richard Burns, majd a sokáig élen álló Marcus Grönholm követett el komolyabb hibát. Solberg így az észt Märtinnel maradt magára a győzelemért folytatott harcban. A második napot még a Ford pilótája zárta az első helyen, majd a zárónap első gyorsaságiján Petter több mint 20 másodpercet adott neki. A verseny végéig megtartotta előnyét, és magabiztosan szerezte meg pályafutása és Norvégia első rali-világbajnoki futamgyőzelmét. Az ezért járó tíz pont a bajnokság ezüstérmét jelentette számára.

#### Világbajnoki győzelem (2003)
2003-ban már egyértelműen a bajnoki cím esélyesei között tartották számon. A szezon első futamain még nem ért el jelentősebb sikereket. Monte Carlóban ezúttal sem volt eredményes, és már az ötödik etapon kiesett, miután nekiment egy hídnak. Svédországban a beállításokkal akadt gondja, és csak hatodik lett. A török futamon az első helyről esett ki a negyedik gyorson, miután eltalált egy sziklát, és az tönkretette a Subaru kormányösszekötő rúdját. Három verseny után még csak három pontja volt, és a tizedik helyen állt a tabellán. Új-Zélandon harmadik lett, majd az argentin ralin hibázott, felborult, és csak az ötödik helyen végzett. A görög versenyen féltengely problémákkal küzdött, és többször is hátracsúszott az összetettben. Végül Märtin és Sainz mögött a harmadik helyen zárta a ralit. A szezon hetedik futamán, Cipruson megszerezte pályafutása második győzelmét. Az első napot még csak harmadikként zárta, ám a második nap elején az addig élen álló Grönholm Peugeot-ja meghibásodott, Rovanperänél – aki megörökölte az első helyet – pedig rendre jobb időket autózott Solberg, így vette át a vezetést. Ezt követte egy nyolcadik helyezés az aszfaltos német ralin, majd egy második pozíció a finn futamról. Finnországban nagy hajrájának köszönhette a második helyet. Az utolsó előtti gyorsaságin ugyanis még majd két másodperces hátrányban volt Burns mögött, és ezt a legutolsó etapon elért részsikerével sikerült csak behoznia. Ausztráliában Loebbel csatázott a győzelemért. Petter az utolsó nap első szakaszán átvette ugyan a vezetést, de ezt francia ellenfele újabb sikerével visszavette tőle. Az utolsó két gyorson azonban majd negyven másodpercet adott Loebnek, és megszerezte második győzelmét az évben. A Sanremo-rali második napján a nyolcadik helyről esett ki, miután a szervizparkba vezető úton autójából kifogyott az üzemanyag. Még három futam volt hátra a szezonból, és Petter a pontverseny negyedik helyén állt, kilenc pont hátrányban Burns, héttel Loeb, valamint öttel Sainz mögött.
A korzikai verseny balszerencsésen indult számára. Az egy nappal a verseny előtt tartott teszten összetörte a Subarut, és még az indulása is kérdésessé vált. Mäkinen felajánlotta saját autóját, hogy Petter esélye megmaradjon a bajnoki címért folytatott küzdelemben, ám erre nem volt szükség, hisz a Prodrive szerelői hajnalba nyúlóan szerelték az Imprezát, amely így a másnapi első gyorsasági szakaszra már rajtra kész állapotban volt. Az első napon még váltógondok is akadályozták, és csak a nyolcadik lett. A második és a harmadik napon a változó időjárási körülményekhez Petter alkalmazkodott a legjobban. Előbb Loeb csúszott le az útról, majd Martin is hibázott. A nagy riválisok közül Burns és Sainz is időt bukott a második napon. Mindezt kihasználva Solberg megszerezte első aszfaltos versenyen szerzett győzelmét a világbajnokságon. A pontversenyben ekkor mindössze három ponttal volt a listavezető Sainz mögött, egyenlő pontszámmal állt Burnsszel, és három ponttal volt Loeb előtt. A katalán rali első napján egy defekt és egy időbüntetés hátráltatta, az utolsó szakaszokon azonban jól hajrázott és végül ötödik lett. A szezonzáró előtt még négyen voltak esélyesek a bajnoki címre. Sainz 63, Loeb 62, Solberg 61, Burns pedig 58 pontos volt ekkor. Richard Burnsön ekkor már látszottak az agydaganat jelei, és az orvosok nem engedték rajthoz állni hazai versenyén. Sainz már a harmadik napon árokba hajtott, így a bajnoki címért már csak Loebbel együtt küzdöttek. Petter azonban már az első napon nyolc másodperces előnyt autózott ki Sébastiennel szemben. A második napon minden szakaszt megnyert, és több mint negyven másodperces előnnyel várta a harmadik napot. A zárónapon megtartotta a különbséget, és az első helyen zárt. Győzelme egyben a világbajnoki címet is jelentette számára. Az utolsó szakasz céljában látványos ünneplésbe kezdett. „Ez a legeslegjobb az életünkben. A fiam születése után” – nyilatkozta a siker hatása alatt.

#### Harcban az újabb bajnoki címért (2004–2005)

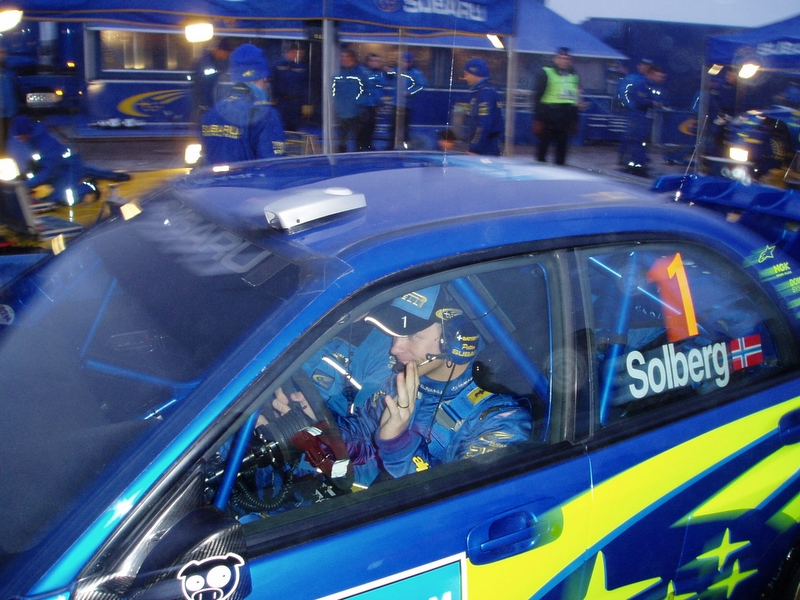
1-es rajtszámmal a svéd ralin

A 2004-es szezonnak címvédőként vágott neki. Mäkinen visszavonulása után új csapattársat kapott: a fiatal finn, Mikko Hirvonen csatlakozott Petter mellé a Subaruhoz. A címvédésért folytatott küzdelemben legnagyobb kihívójának a kétszeres világbajnok, Marcus Grönholm és a 2003-as év ezüstérmese, Sébastien Loeb számított. Grönholm a Peugeot új 307-esével nevezett a szezonra, Loeböt pedig azután, hogy 2003-ban csak egy ponttal maradt alul a bajnoki címért folytatott küzdelemben, ebben az évben már egyértelműen a legnagyobb esélyesek között tartották számon.
Az utóbbi évekhez hasonlóan Solberg ezúttal sem szerepelt jól a Monte Carló-i futamon: a hibákkal teli versenyen hetedik lett. Az ezt követő svéd ralin is sok problémával küzdött. Útban a shakedownra összeütközött egy autóval, majd a második gyorsaságin megforgott, később hófalba csúszott, és még a gumiválasztása is rosszul sikerült. Végül Loeb és Grönholm mögött a harmadik helyen végzett. Mexikóban az első nap utolsó gyorsaságijáról még az első hely birtokában ment a szervizpark felé, ám mielőtt behajtott volna szerelőihez, a szervizpark előtti várakozóból már nem tudott kimenni, mivel a Subaru akkumulátora lemerült. Petter és navigátora, Mills az emelkedős részen nehezen tolta az autót, így több ott tartózkodó újságíró is besegített. A késésért, valamint idegen segítség igénybevételéért végül öt perc negyven másodperc időbüntetést kapott. A második napon az összes szakaszt megnyerte, és nyolc pozíciót javítva az ötödik helyig lépett föl. Az utolsó napon még egy helyet javított, és negyedikként zárt. A negyedik futamon, Új-Zélandon Marcus Grönholmmal küzdött a győzelemért. Grönholm többször is hibázott, a negyedik szakaszon felborult, majd a véghajrában keresztbe állt. A finn még így is végig közel volt Solberghez, aki végül mindössze 5,9 másodperces előnnyel nyerte meg a futamot.

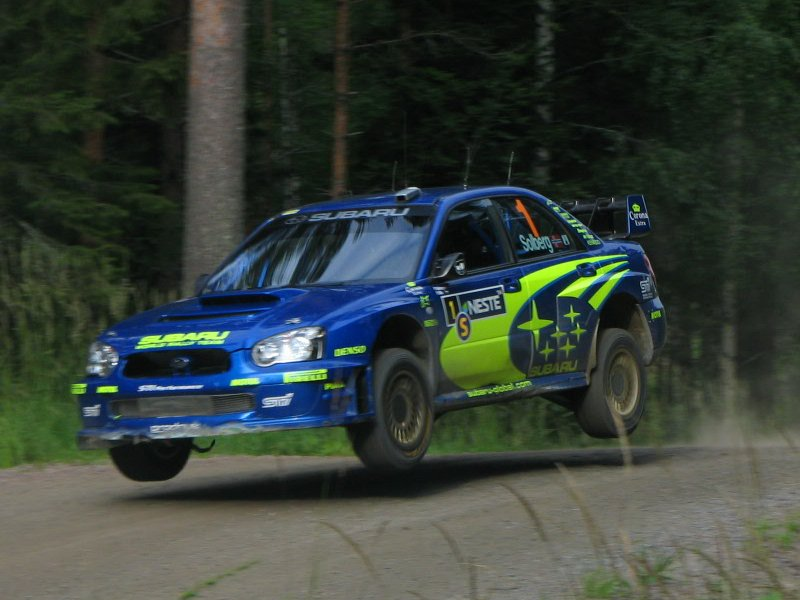
Egy ugratót követően a finn versenyen

A Ciprus-ralin az autó hűtésével akadtak gondjai. A Subaru hűtője az apró kövektől többször is eltömődött, és rengeteg időt vett igénybe míg a gyorsaságikon meg-megállva Mills kitakarította azt. A problémák után a tizenegyedik helyről a negyedik helyig zárkózott fel a verseny végére. Görögországban már a negyedik gyorsaságin magához ragadta a vezetést, és meg is tartotta azt egészen a célig. A török ralin Loeb és Grönholm mögött a harmadik helyen végzett. Argentínában – a szezon során először – kiesett, miután egy vízátfolyás túl nagy kárt tett a Subaruban. Nem ért célba sem a finn, sem a német versenyen: mind a két alkalommal baleset miatt esett ki. A balszerencsés futamokat három győzelem követte. Japánban Petter már az első szakaszon az élre állt, és egyszer sem engedte át a vezető pozíciót vetélytársainak. A brit ralin Loebbel csatázott az elsőségért, és mindössze két szakasszal a cél előtt előzte meg a franciát, Szardínián pedig a japán versenyhez hasonló győzelmet aratott. A soron következő korzikai futamon Loeb megszerezte a bajnoki címet, Solbergnek pedig már csak a második helyre maradt esélye a végelszámolásnál. Korzikán és Spanyolországban ötödik volt, majd a szezonzáró ausztrál ralin már a negyedik szakaszon lecsúszott az útról és kiesett. Nyolcvankét pontjával végül a második helyen zárt a pontversenyben, három ponttal az észt Märtin előtt, és huszonhat pont hátrányban a világbajnok Loeb mögött.
2005-ben két új csapattársat is kapott. A fiatal ausztrál Chris Atkinson és a francia Stéphane Sarrazin vette át Hirvonen helyét a Subarunál. Solberg két fő riválisa, a címvédő Loeb, valamint Grönholm maradtak korábbi csapataiknál, míg Märtin a Fordtól a Peugeot-hoz igazolt.

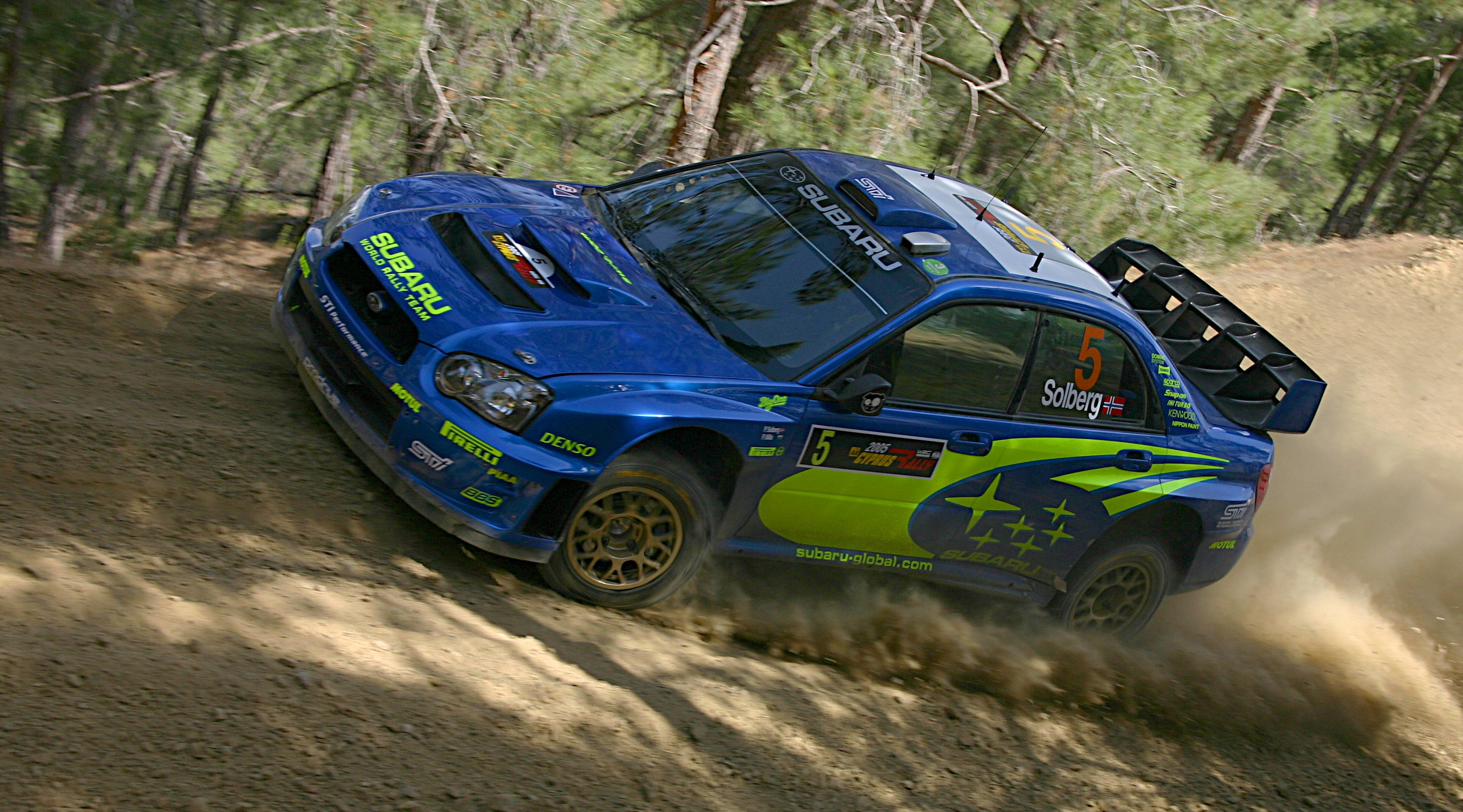
A 2005-ös fejlesztésű Impreza WRC-ben a ciprusi futamon

A szezonnyitón, Monte Carlóban a nézők felelőtlensége okozta kiesését. Az első napon hibázott, amikor egy szerpentines részen lecsúszott az útról, ám ekkor még kisebb időveszteséggel továbbhaladt. A harmadik napon azonban a második helyről egy olyan kanyarban esett ki, ahová a nézők szándékosan dobáltak havat. A Subaru tehetetlenül és nagy sebességgel nekicsúszott betonkorlátnak. Svédországban Grönholmmal küzdött a győzelemért. Az első két nap felváltva váltották egymást az élen, de az utolsó napon Grönholm hibázott és kiesett. Solberg végül több mint két perccel a második Märtin előtt végzett, és megszerezte első sikerét a svéd ralin. A mexikói versenyen már a 2005-ös fejlesztésű Imprezával vett részt. Az új autóval már az első gyorson az élre állt, és a verseny végéig meg is tartotta vezető pozícióját. A negyedik futam előtt Petter vezette a bajnokságot, ekkor öt ponttal volt Loeb előtt. Új-Zélandon harmadik lett, majd a Szardínia-ralin a második helyen végzett. A ciprusi versenyen aztán technikai gondok miatt kényszerült kiállni. Törökországban másodikként zárt Loeb mögött, aki ekkor már a negyedik egymást követő futamot nyerte. Az Akropolisz-ralin nem szerzett pontot: Petternek a Pirelli abroncsaival akadtak gondjai, valamint az autó hátulját is összetörte, ami után a por bejutott az utastérbe.

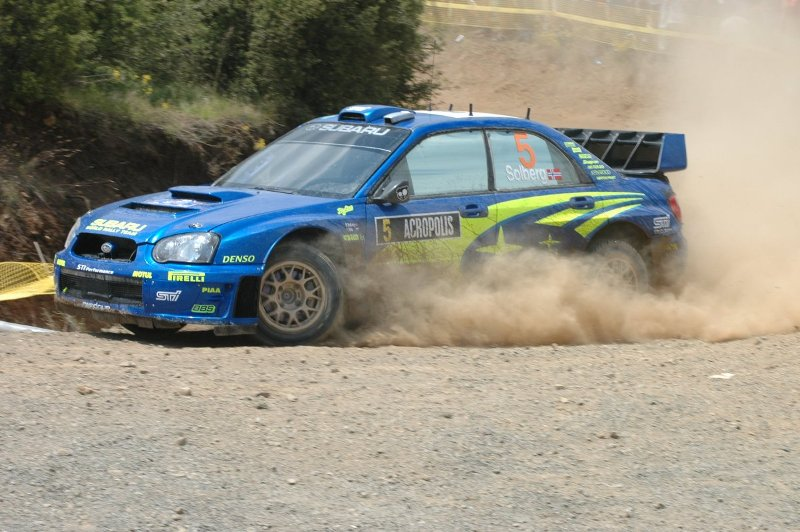
Az Akropolisz-ralin

A szezon kilencedik futama, az argentin rali következett. Az idény féltávhoz érkezett és Loeb ekkor már huszonhárom ponttal volt Solberg előtt. Argentínában újra a francia nyert, és Petter csak a harmadik helyen zárt. A finn versenyen az autó fékproblémái hátráltatták. Többször is az árokba csúszott, és egy ilyen alkalommal az Impreza hátulja is megsérült. A negyedik helyen végzett, több mint két perccel a győztes Marcus Grönholm mögött. Győzelmével Grönholm két ponttal került elé a pontversenyben. A német verseny is balszerencsésen alakult Petter számára. Az első napon hibázott, a második napon pedig technikai gondjai akadtak, és végül csak hetedik lett.
A bajnokságból ekkor már csak öt futam volt hátra, és a brit rali következett, melyen Petter az utolsó három évben győzni tudott. A verseny első két napján végig a második helyen autózott Loeb mögött. A zárónap második szakaszán Markko Märtin fának ütközött, és a balesetben Märtin navigátora, Michael Park szörnyethalt. A történteket követően a rendezők törölték verseny hátralevő szakaszait. Loebnek csak a szervizparkba kellett volna beérnie ahhoz, hogy futamgyőzelmével behozhatatlan előnyre tegyen szert a pontversenyben és megnyerje a bajnoki címet. A címvédő azonban az adott körülmények között nem szeretett volna ünnepelni, így szándékosan szabályt vétett: korán érkezett az időellenőrző állomásra, amiért kétperces időbüntetést kapott. Ezzel Petteré lett a győzelem. Mivel a történtek miatt a Peugeot visszahívta Grönholmot a versenyről, a pontversenyben jelentős változás történt kettejük között: a finn négy ponttal került Solberg mögé a tragikus futamot követően. Japánban már az első napon az élre állt. A zárónapig tartotta előnyét, a huszonnegyedik szakaszon azonban nekicsúszott egy nagyobb kőnek, és az tönkretette a Subaru első futóművét. Az autó irányíthatatlanul hajtott a fák közé, és Petter a verseny feladására kényszerült. Kiesésével Grönholm első lett és hat pontos előnybe került. Korzikán Petter harmadikként ért célba, Grönholm pedig a második napon kiesett. Két fordulóval a világbajnokság vége előtt pontegyenlőséggel álltak a második helyen, a hátralevő két futamon azonban egyikőjük sem szerzett pontot. Az ausztrál versenyen Petter az első helyről esett ki, miután egy kenguruval való ütközés tönkretette az Impreza hűtőjét. A végelszámolásnál tehát mind a kettejüknek 71 pontjuk volt, a második helyezés azonban Solberget illette meg Grönholmal szemben, mert ilyen esetekben a győzelmek száma dönt a sorrendről, három szezonbeli sikere pedig az ő javára döntött.

#### A hanyatlás évei (2006–2008)

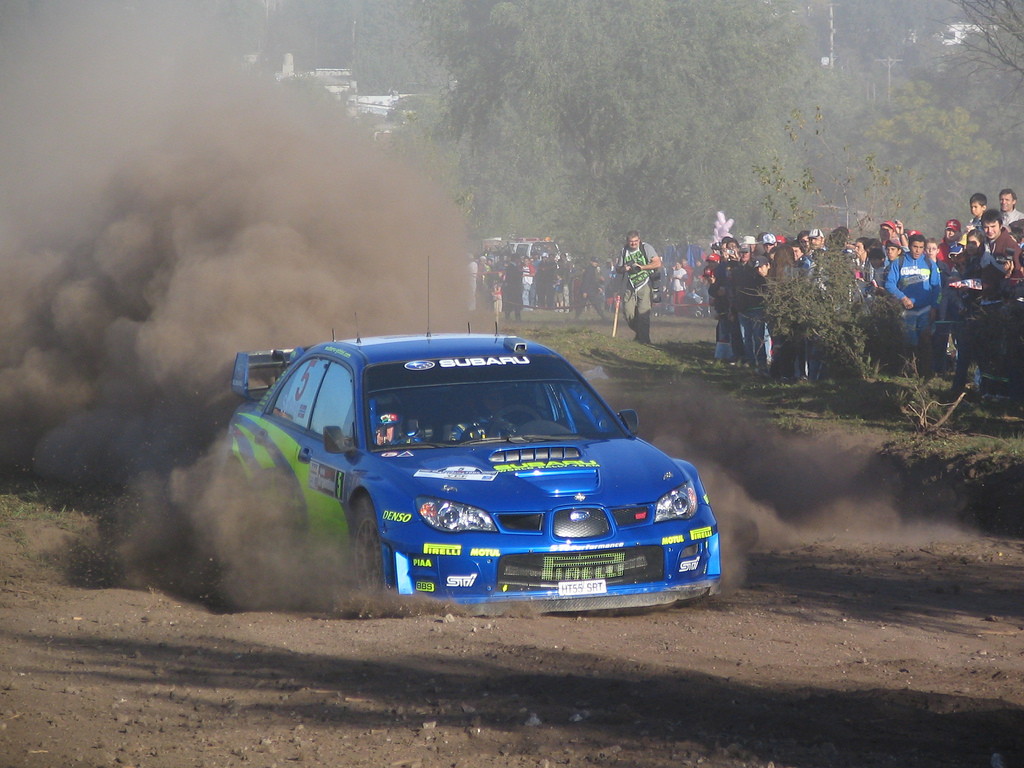
2006-ban, az argentin versenyen

A 2006-os évet már a 2006-os fejlesztésű Subaru Impreza WRC-vel kezdhette meg Monte Carlóban. Az utóbbi évek sikertelenségét követően ebben az évben sem alakult jól számára a szezonnyitó. Az első nap egészén óvatosan autózott a kiszámíthatatlan útviszonyok miatt. Az összetettben egyszer sem ért be az első tíz hely egyikére, majd a napi utolsó szakasz után elfolyt az olaj a Subaru motorjából, és Petter már nem folytathatta a viadalt. A svéd rali sem hozott több sikert. Már az első szakaszok egyikén eltört az autó bal hátsó féltengelye, és ezzel rengeteg időt vesztett. A második napon sem kerülték el a problémák, a verseny hajrájában, a tizennyolcadik szakasz rajtja előtt pedig lefulladt a Subaru. Az eset miatt lekésték a rajtidejüket, amiért a szervezők kizárták a versenyből. A szezon harmadik futamán, a Mexikó-ralin már a győzelemre is esélyes volt. Az első napon – kihasználva, hogy kilencedikként rajtolt, így nem ő takarította a poros, köves szakaszokat – elsőként zárt. Mögötte tíz másodpercen belül volt Hirvonen és Loeb. A második napon Hirvonen kiesett, Loeb viszont egyre közelebb került Petterhez, és noha többször is váltották egymást az élen, a francia több mint fél perces előnyt szerzett vele szemben, és ezt a különbséget meg is tartotta a célig. Az ekkor elért második hellyel Solberg megszerezte első pontjait a szezonban.
A murvás mexikói futamot két aszfaltos verseny követte. Ezeken a viadalokon rendszerint nem szerepel jól, és így volt ez ebben a szezonban is. Spanyolországban hetedik, Korzikán pedig csak a tizenegyedik helyen ért célba. Öt futam elteltével mindössze tíz pontja volt a tabellán. Az argentin ralin újra versenyben volt a győzelemért. Rövid ideig az élen is állt, és a viadal egészén közel olyan időket teljesített, mint a végül győztes Loeb, ám Mexikó után ezúttal is második lett. A szardíniai versenyen a Pirelli abroncsaival akadtak gondjai. Az első napon túl puha keveréket választott, ami rosszul kopott és szétfoszlott a szakaszokon. A nap végére a tizennegyedik helyre esett vissza. A futam hátralevő részén több pozíciót is javított, azonban így sem ért fel a pontszerzők közé. Az Akropolisz rali következett, ahol Petter újfent az élmezőnyben autózott: sokáig a második, majd a harmadik helyen állt. A második nap utolsó gyorsasági szakaszához vezető közúton baleset érte egy autós miatt. Az autó az ő sávjában tartózkodott, és az ütközést elkerülendő Solberg az út menti sziklafalhoz húzódott. „Mindenképpen el akartam kerülni a frontális ütközést. Elrántottam a kormányt, de nekimentem a sziklafalnak, ami letarolta a Subaru bal elejét” – mondta a történtek után. A nap utolsó szakaszát így nem tudta teljesíteni, amiért a SuperRally-szabály értelmében öt perc időbüntetést kapott. Másnap a kilencedik helyről kezdte meg a felzárkózást. A napi öt szakaszból négyet megnyert, és végül hetedikként zárt. A tizenhat futamos világbajnokság nyolcadik versenye után húsz pontja volt, mellyel a tabella ötödik helyén állt.

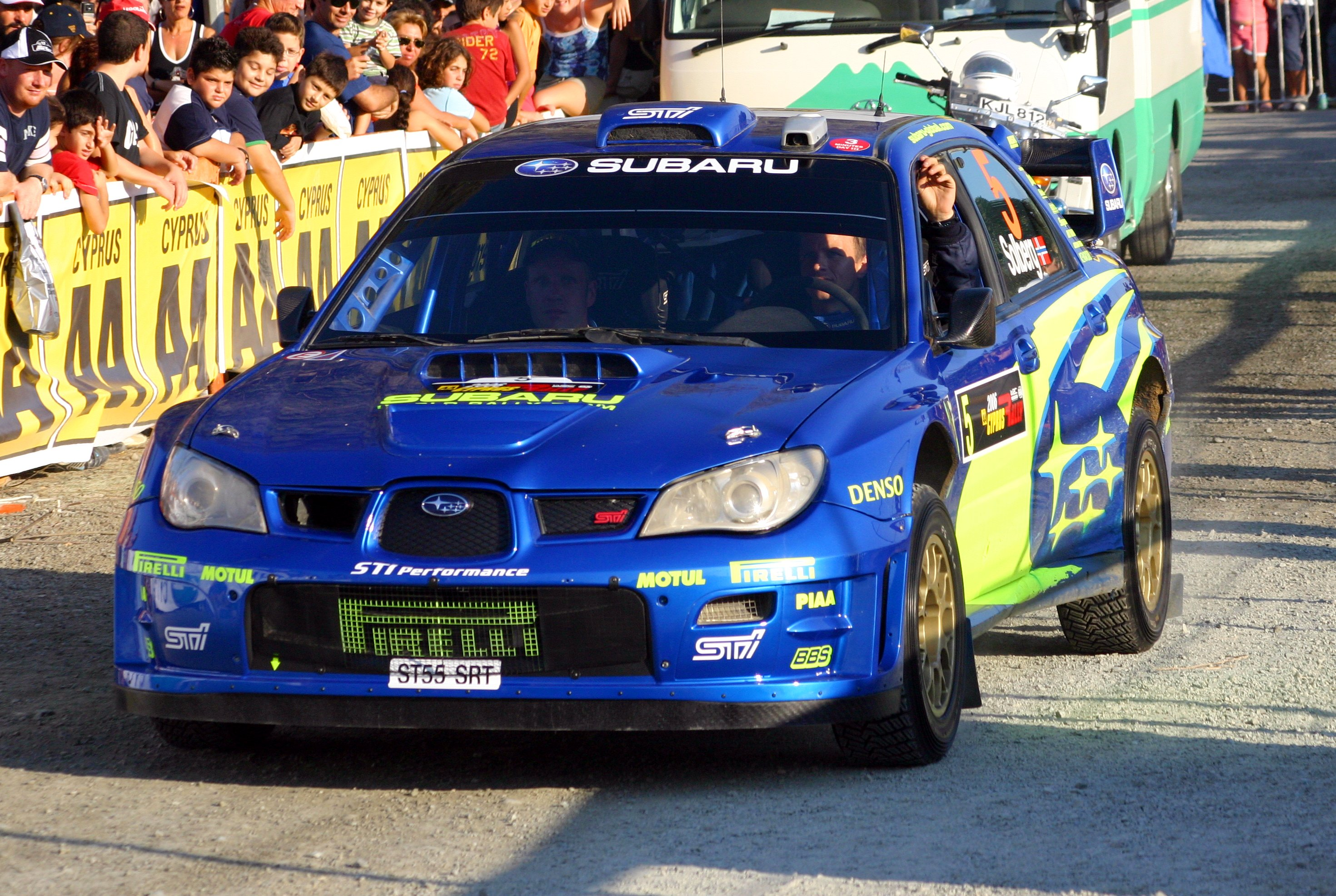
A Ciprus-ralin

A német ralin megkérdőjeleződött, hogy el tud-e rajtolni azután, hogy a verseny előtti teszten összetörte az Imprezát. A rendszerint egy nappal a raliversenyeket megelőzően tartott shakedownon fának ütközött. Jelentős károk keletkeztek a járműben, és mivel a javításra kevés idő állt rendelkezésre, nem volt biztos, hogy részt vehet a viadalon. A csapat szerelőinek végül sikerült versenyképes állapotba hozni a Subarut a másnapi rajtra. „A Prodrive minden szerelőjének és mérnökének köszönettel tartozom. Reménytelen helyzetben teremtették meg számomra a rajthoz állás feltételeit” – nyilatkozta. Az első napot ötödikként zárta, a futam második napján azonban motorhiba miatt kiesett. Nem ért célba a finn versenyen sem. Az első napon negyedik volt, majd a második nap második szakaszán felborult. Az ouninpohjai gyorsaságin elvétett egy kanyart, és a pálya menti földfalnak csapódott. A japán viadalon technikai gondok hátráltatták, végül hetedik lett. Nem volt eredményes a soron következő ciprusi, majd a török versenyen sem. Cipruson nyolcadikként ért célba, Törökországban pedig a tizenharmadik helyen zárt. A török futamon a győzelemre is esélyes lett volna, ám a második nap végén a második helyről hibázott, sziklának ütközött. Az első óceániai versenyen, Ausztráliában második volt, majd Új-Zélandon hatodik. A szezonzáró brit ralin az élmezőny tagja volt, azonban több hibát is vétett. A hetedik szakaszon kicsúszott, a tizenegyediken egy oszlopot talált el, a zárónapon pedig egy megcsúszással vesztett sok időt. A hibák ellenére a harmadik helyen ért célba, míg a pontversenyt hatodikként zárta.

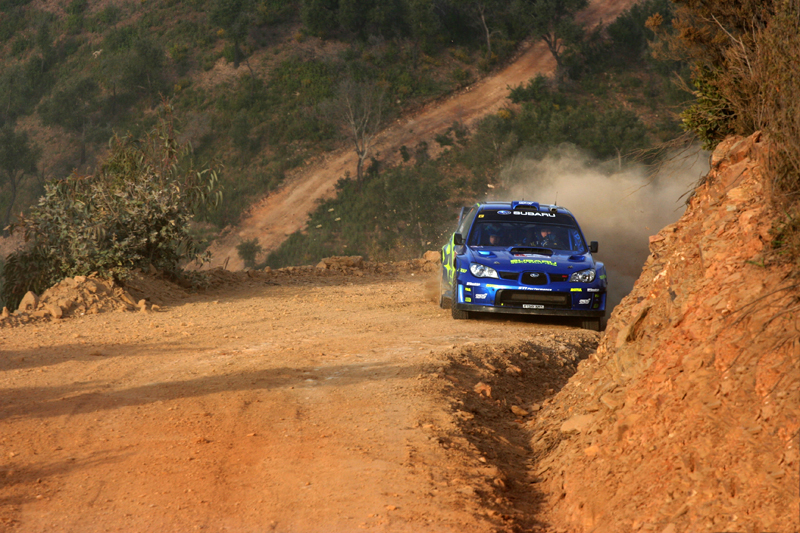
2007-es fejlesztésű autóval a portugál ralin

A 2007-es szezon első három versenyén a 2006-os fejlesztésű Imprezával indult. Az idénynyitó monacói ralin hatodik volt, majd Svédországban – azt követően, hogy az első nap rövid ideig vezette a versenyt – a második napon hófalnak ütközött és kiesett. Norvégia adott otthont a szezon harmadik fordulójának. A verseny első alkalommal szerepelt a világbajnokságon, a két Solberg testvér így először versenyzett hazájában világbajnoki futamon. Szakaszt mind a ketten nyertek, és a harmadik, illetve negyedik pozícióban zártak: Henning, Petter sorrendben.
A Mexikó-ralin már az újabb autóval indult. Öt szakasz után vezette a versenyt, a hatodik gyorsaságin viszont egy kő kilyukasztotta az olajhűtőt, így nem folytathatta tovább a versenyt. Portugáliában negyedikként ért célba, azonban az előtte végző két Ford-pilóta, Grönholm és Hirvonen utólag öt-öt perces büntetést kapott. Petter ezzel két két helyet lépett előre, így végül a második lett. Az argentin versenyen többször is megütötte autója elejét, ami megrepesztette a hűtőt, és tönkrement az Impreza motorja. Szardínián ötödik, az Akropolisz-ralin pedig harmadik volt. A finn rali második napján szervóhibával küzdött. A probléma nagy fizikai terhelést rótt Peterre, aki végül feladta a futamot. „Nem tudjuk tovább csinálni. Erővel sem bírom, és veszélyes a nézőkre is” – nyilatkozta.
Németországban hatodik lett, Új-Zélandon pedig csak a hetedik. Az ezt követő két aszfaltos versenyen, a katalán és a Korzika-ralin hatodik, valamint ötödik volt, majd Japánban pont nélkül zárt. A távol-keleti versenyen az első nap kiesett ugyan, de a második napon folytatta, és a hatvanötödik helyről végül a tizenhatodikig zárkózott fel. Írországban egyenletes teljesítménnyel lett ötödik, a szezonzáró brit ralin pedig negyedikként végzett. Negyvenhét pontjával az ötödik pozícióban zárt a pontversenyben.

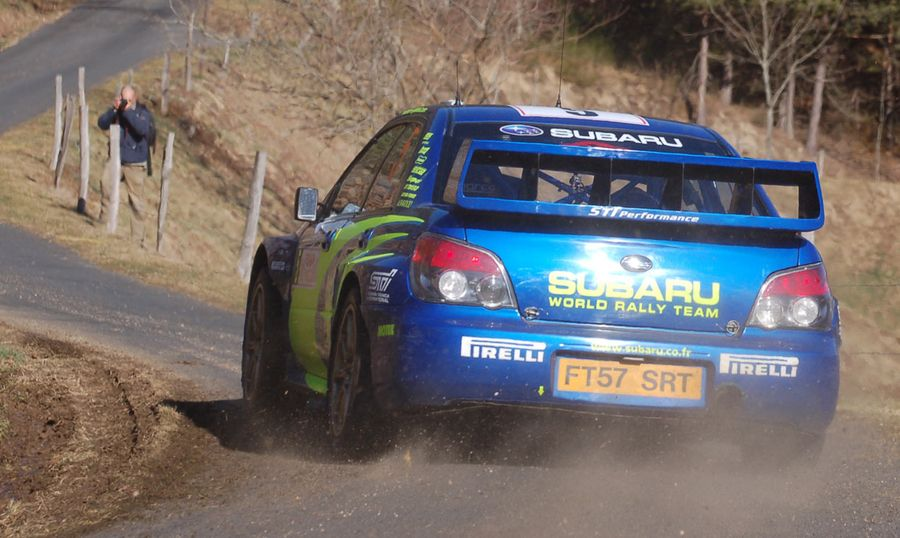
A szezonnyitó Monte Carlo-ralin

A 2008-as idényt egy ötödik helyezéssel kezdte Monte Carlóban. Svédországban megnyerte a nyitószakaszt, a verseny végén pedig a negyedik lett. A Mexikó-rali második napján eltört a féltengely az autójában, amivel majd’ fél órás hátrányt szenvedett. A célig nem tudott pontszerző helyre feljönni: a tizenegyedik helyen zárt. A szezon negyedik versenyén, az argentin ralin a második helyről esett ki elektronikai problémák miatt, az ezt követő jordániai versenyen pedig több baleset után nem tudott célba érni. Szardínián defekt hátráltatta, és csak a tizedik lett.
A hetedik fordulón, az Akropolisz-ralin már a 2008-as fejlesztésű Imprezával szerepelt. Itt először állt dobogóra az évben, miután Loeb mögött másodikként zárt. Törökországban és Finnországban hatodik, Németországban pedig az ötödik helyen ért célba.

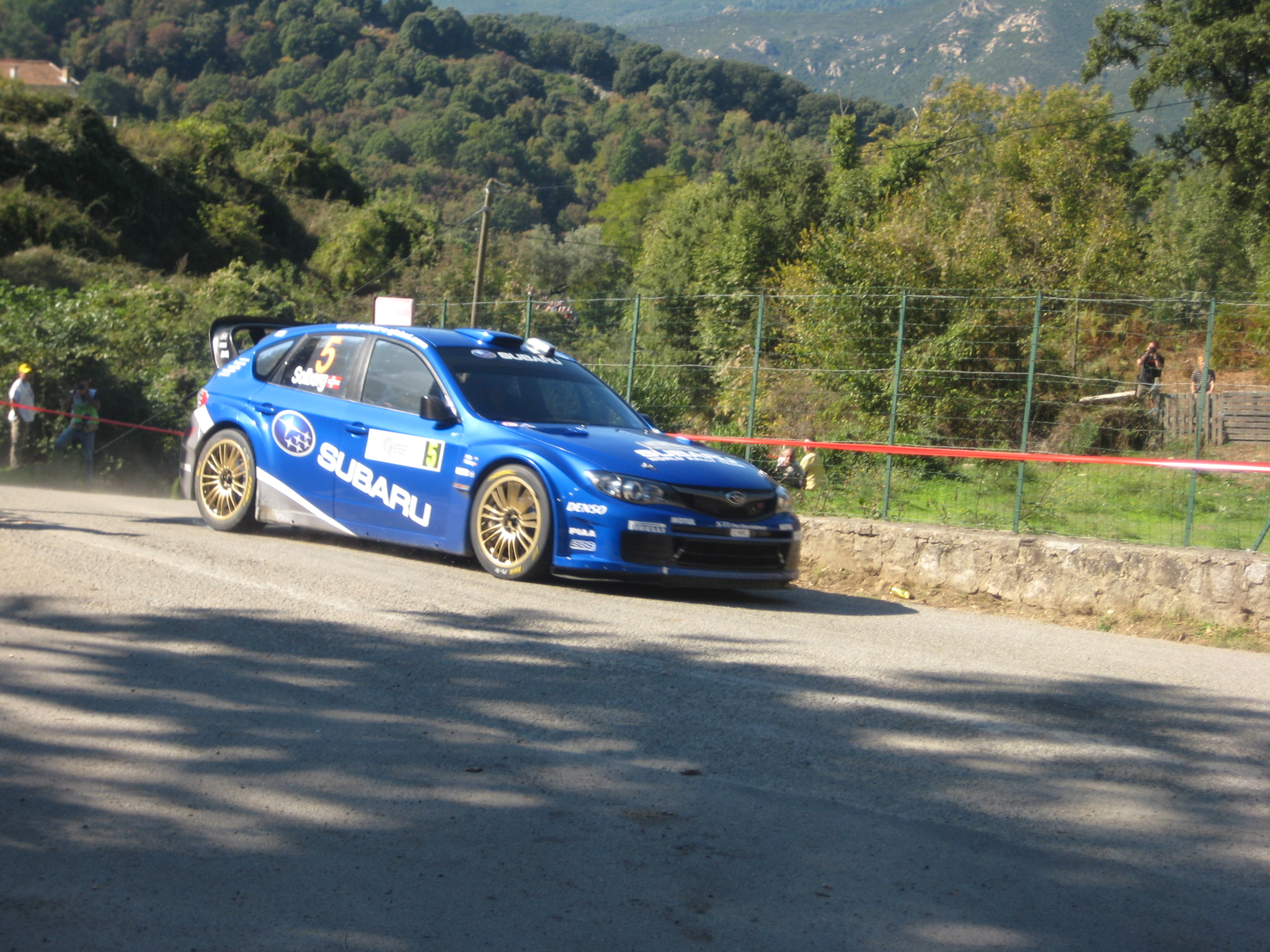
2008-as fejlesztésű Imprezával Korzikán

Az Új-Zéland-ralin negyedik volt, és ekkora már nyilvánvalóvá vált, hogy a csapat újabb típusú autója sem versenyképes a Citroen és a Ford versenyautóival. Új-Zélandon Solberg a következőképp kommentálta teljesítményét: „Nem tudok többet”. A következő két aszfaltos versenyen, Katalóniában és Korzikán ötödik lett. Utóbbin megvolt az esélye a negyedik helyre is, azonban egy defekt miatt visszaesett.
A japán rali második napján, az esti sötétben rendezett szakaszok egyikén árokba hajtott, megforgott, és megütötte a Subaru hátsó futóművét. A zárónapra visszatért, három szakaszt is nyert, és végül az utolsó pontszerző, nyolcadik helyig jött fel. A szezonzáró brit ralin egyenletes teljesítménnyel lett negyedik.
A pontversenyt hatodikként zárta. Négyéves közös munka után ekkor fordult első először, hogy csapattársa, Atkinson megelőzte őt az év végi összetettben: az ausztrál az ötödik lett.
A szezon végeztével, decemberben a Subaru gyár bejelentette, hogy közel húszéves jelenlét után kivonul a rali-világbajnokságról.

#### Privát csapatban (2009–)

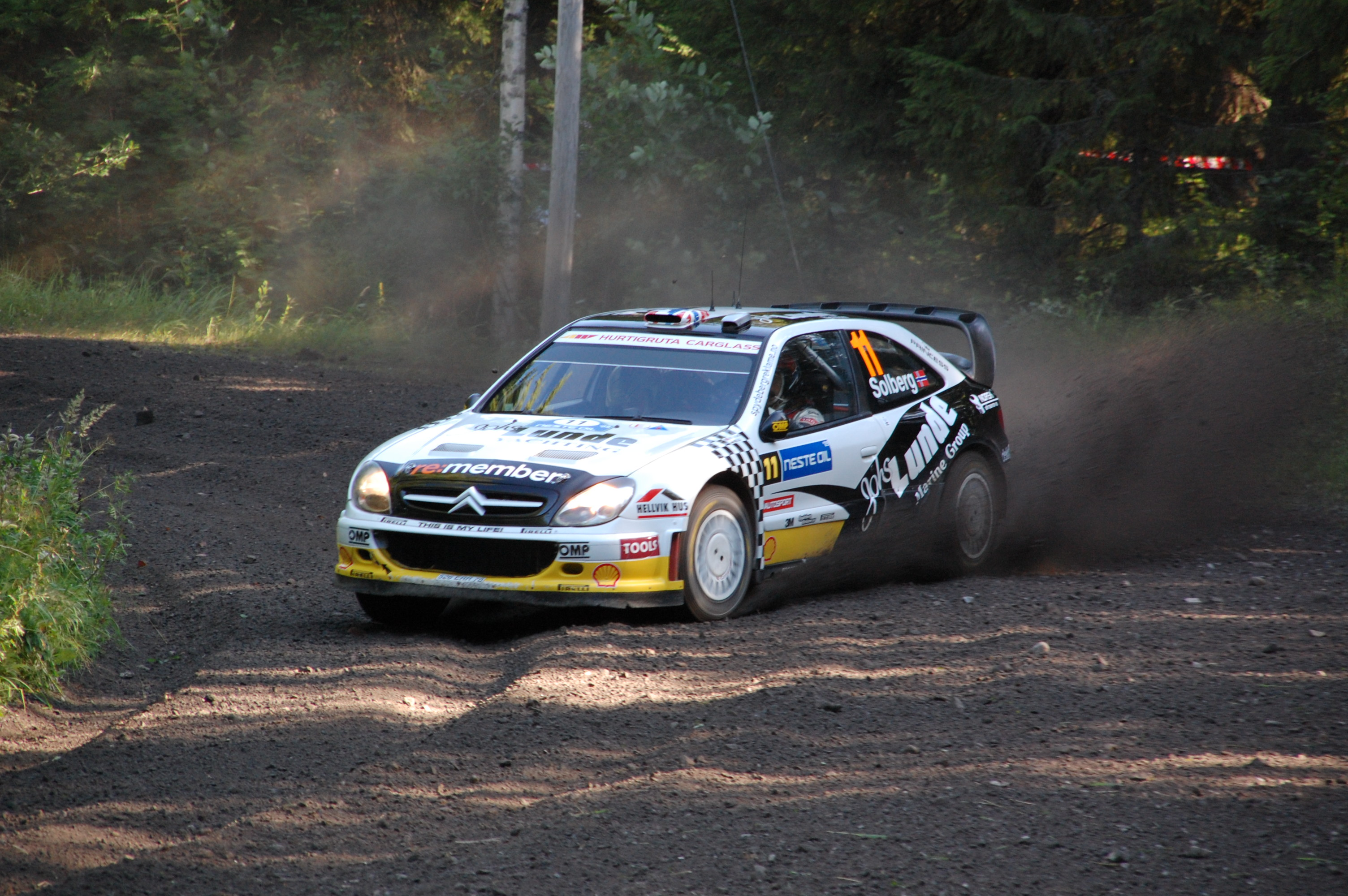
Xsara WRC-vel a finn ralin

A Subaru kiszállását követően Petter létrehozta saját csapatát, a Petter Solberg World Rally Teamet. Noha a 2009-es szezon első versenyén, az aszfaltos ír ralin még nem volt jelen, a második futamon, a havas norvég ralin már a mezőny tagja volt. Egy 2006-os fejlesztésű Citroën Xsara WRC-vel és megszokott navigátorával, Phil Millsszel indult. A 2000-es sanremói futam óta ez volt az első világbajnoki verseny ahol nem gyári pilótaként szerepelt. Noha egy szakaszgyőzelemmel kezdett, a gyáriakkal nem volt képes lépést tartani, és végül a hatodik helyen zárt. Az ezt követő ciprusi futamon harmadikként végzett, és ezt az eredményt megismételte a szardíniai versenyen is. Az Akropolisz-ralit megelőzően kétéves szerződést kötött a Shell olajtársasággal, ami nagy anyagi biztonságot jelentett csapata számára a szezon befejezéséhez. Az év utolsó két versenyén már egy C4-essel állt rajthoz. Mind a két ralin a negyedik helyen ért célba. Harmincöt pontjával végül ötödikként zárta a pontversenyt.
A 2010-es évnek komoly tervekkel vágott neki. Privát csapatként a világbajnoki cím megnyerését tűzte ki célul. Az előző évvel ellentétben, ebben az idényben az összes világbajnoki futamra tervezte az indulást. Még januárban megállapodott a Citroën Racinggel két Citroën C4-es vételéről. Ebben segítette, hogy a szezont megelőzően több szponzor is csatlakozott eddigi támogatói mellé. A Citroën Norvégia, valamint a MAD-CROCK energiaital-gyártó is Solberg csapata mellé állt, nagy anyagi biztonságot adva a szezonkezdéshez. A szezonnyitó svéd ralit megelőzően rajthoz állt a havas pályákon zajló norvég Svully-ralin, ahol az összes szakaszon elsőként végzett, és első lett.

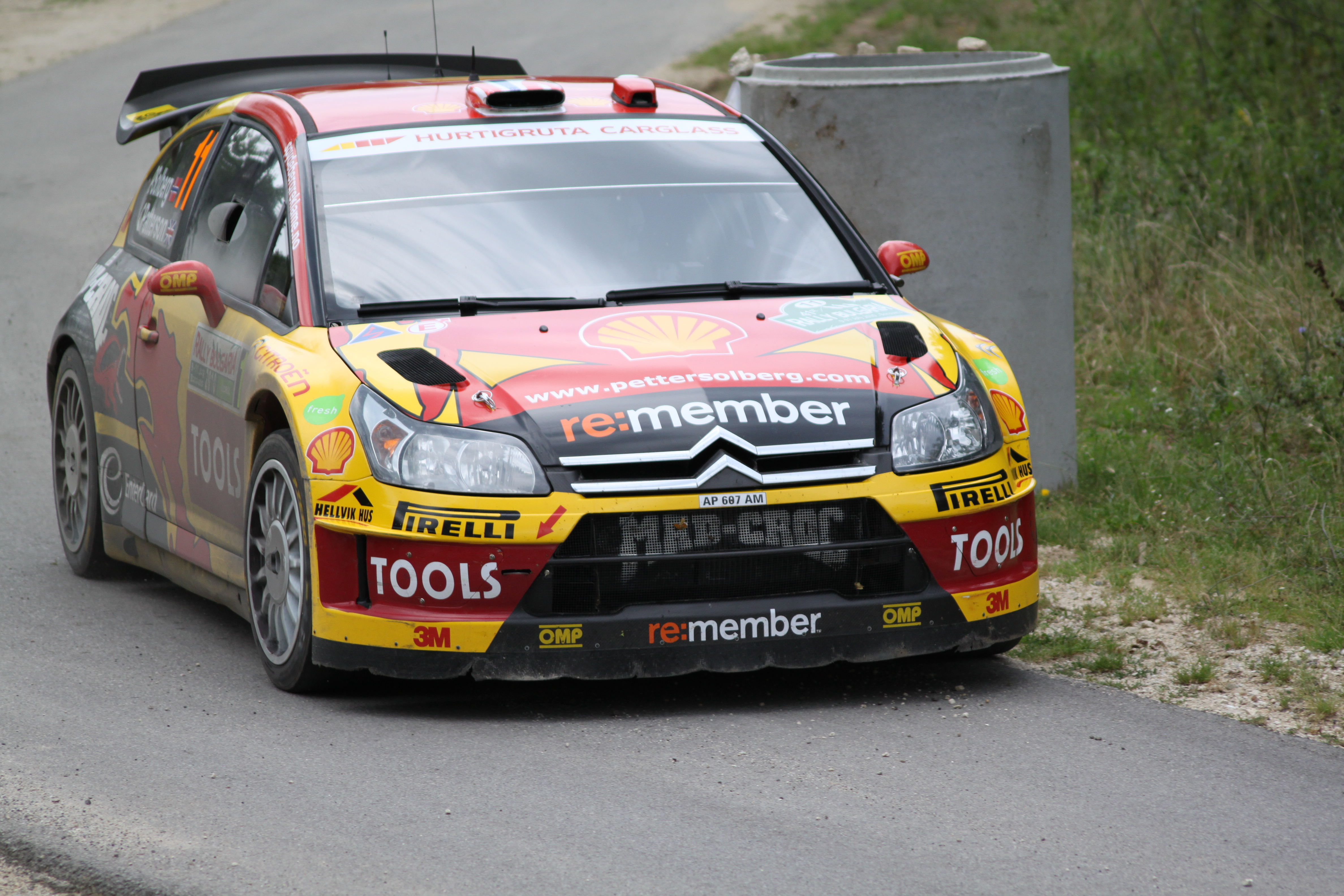
2010-ben a bolgár ralin

A szezonnyitó svéd verseny első napjának ötödik szakaszán közel öt percet vesztett. Petter előbb lecsúszott az útról, majd később újfent elhagyta a pályát, amikor a hófalba csúszott Matthew Wilsont próbálta kikerülni. Az eset után a huszonnegyedik helyre esett vissza, ám a rali végére a kilencedik helyre kapaszkodott föl. A mexikói verseny első napját magabiztos előnnyel nyerte, ám a második napon már ő takarított a murvás utakon, és visszaesett a második helyre Loeb mögé. Végül második lett, amivel megszerezte privátként elért legjobb helyezését. Jordániában harmadik, a török versenyen pedig újfent második volt. A soron következő új-zélandi futamon többször is vezetett az összetettben, és egészen az utolsó szakaszig versenyben volt a győzelemért. Az utolsó gyorsaságin azonban lecsúszott az útról, kidöntött egy villanyoszlopot és kiesett. A szezon hatodik versenyén, a portugál ralin Sordoval volt harcban a harmadik pozícióért. A végső szakaszokon technikai problémák hátráltatták, és a záró etapon nekiment a parallel pályákat elválasztó falnak. Idővesztesége miatt visszaesett az ötödik helyre. A portugál és a bolgár futam közötti több mint egy hónapos szünetben navigátora, Phil bejelentette, hogy kiszáll az aktív versenyzésből. Petter így, tizenegy éves közös munka után kénytelen volt új navigátort keresni, és végül a 41 éves Chris Patterson mellett döntött. Első közös versenyükön, Bulgáriában harmadikok lettek. A finn rali első napján Petter előbb Hirvonennel, majd Latvalával küzdött a vezető pozícióért. A napot másodikként zárta, kevesebb mint tíz másodperces hátrányban Latvala mögött. A második napon is lassabb volt Latvalánál, de a két gyári Citroënes, Ogier és Loeb is folyamatosan gyorsabb volt nála, végül negyedikként zárta a viadalt. Németországban több defekt hátráltatta, így lett ötödik. Négy versennyel a szezon vége előtt a pontverseny negyedik helyén állt. A japán viadalon Ogier-vel és Hirvonennel küzdött a győzelemért. Sokáig az élen állt, a célban pedig mindössze tizenöt másodperccel maradt alul Ogier-vel szemben, és zárt másodikként. A következő két futam aszfaltos volt, és mind a kettőn dobogóra állt. Franciaországban a harmadik, Katalóniában a második helyen ért célba. A szezonzáró brit versenyen újfent második lett, amivel megelőzte Ogier-t az összetettben, és feljött a harmadik helyre; 2005 után először végzett az első három hely egyikén az év végi értékelésben.

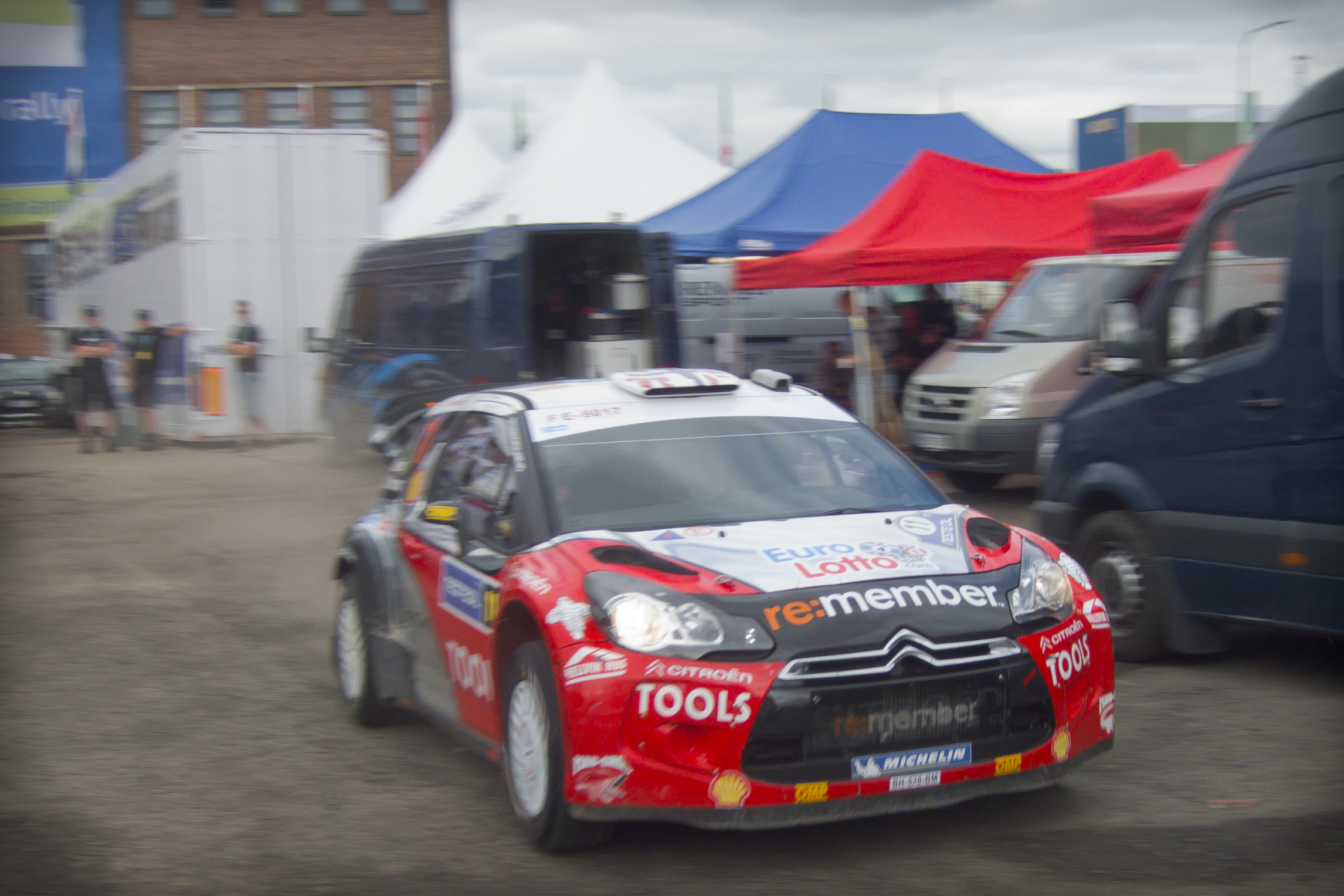
A 2011-es finn rali szervizparkjában

2011-ben az interkontinentális bajnokság nyitófutamán, a januári Monte Carlo-ralin kezdte az évet. Egy Peugeot 207 S2000-essel indult, és a zárónapon még a hetedik helyen állt, technikai problémák miatt azonban nem ért célba. A 2011-es világbajnoki szezonra némileg változtak a szabályok, így a gyártók új modellekkel álltak elő. Petter nem pártolt el a Citroëntől, és a C4-est DS3-asra cserélte; bár a szezonkezdetre csak az utolsó napokban sikerült megteremteni az indulás lehetőségét.
A svéd rali pénteki napján a helyi rendőrség bevonta jogosítványát gyorshajtásért. 48 órás haladékot kapott, amely az utolsó szakasz rajtja előtt járt le. Petter ekkor a negyedik helyen állt, mindössze 7,7 másodperccel Ogier előtt. Az utolsó gyorson azonban nem vezethetett, ezért helyet cserélt navigátorával, Chris Pettersonnal. Chris az utolsó időt autózta, amiért egy hellyel hátrébb esetek, és ötödikként zárták a versenyt. A Mexikó-rali első napján technikai gondok hátráltatták, amiért a tizenkettedik helyig csúszott hátra. Innen zárkózott fel a negyedik pozícióig a viadal végére. Portugáliában újfent az első versenynapon akadtak gondjai. Több defektet is kapott, és a hetedik szakasz után csak huszadik volt az összetettben. A második és a harmadik napon az élmezőnyben teljesített, szakaszokat nyert, és a célban már hatodik volt. A jordán rali tizenhetedik szakaszán egy ugratót követően árokba csúszott és kiesett. Petter ekkor a negyedik helyen állt, és fél percen belül volt az élen állótól, így akár a győzelemre is esélye lehetett volna. Szardínián szoros versenyben lett harmadik, majd az ezt követő argentin és görög ralikon negyedikként végzett. Görögországban egészen a táv feléig az élen állt, majd fokozatosan hátracsúszott. Finnországban, majd Németországban is ötödik, az ausztrál ralin pedig a Ford két gyári versenyzője, Hirvonen és Latvala mögött harmadik volt. A legutóbbi futamon, a francia ralin végig az élmezőny tagja volt, a verseny utáni ellenőrzésen azonban autója négy kilogrammal könnyebb volt, mint a szabályok szerinti megengedett legkönnyebb határ, így eredményét törölték.

### Egyéb versenyeken

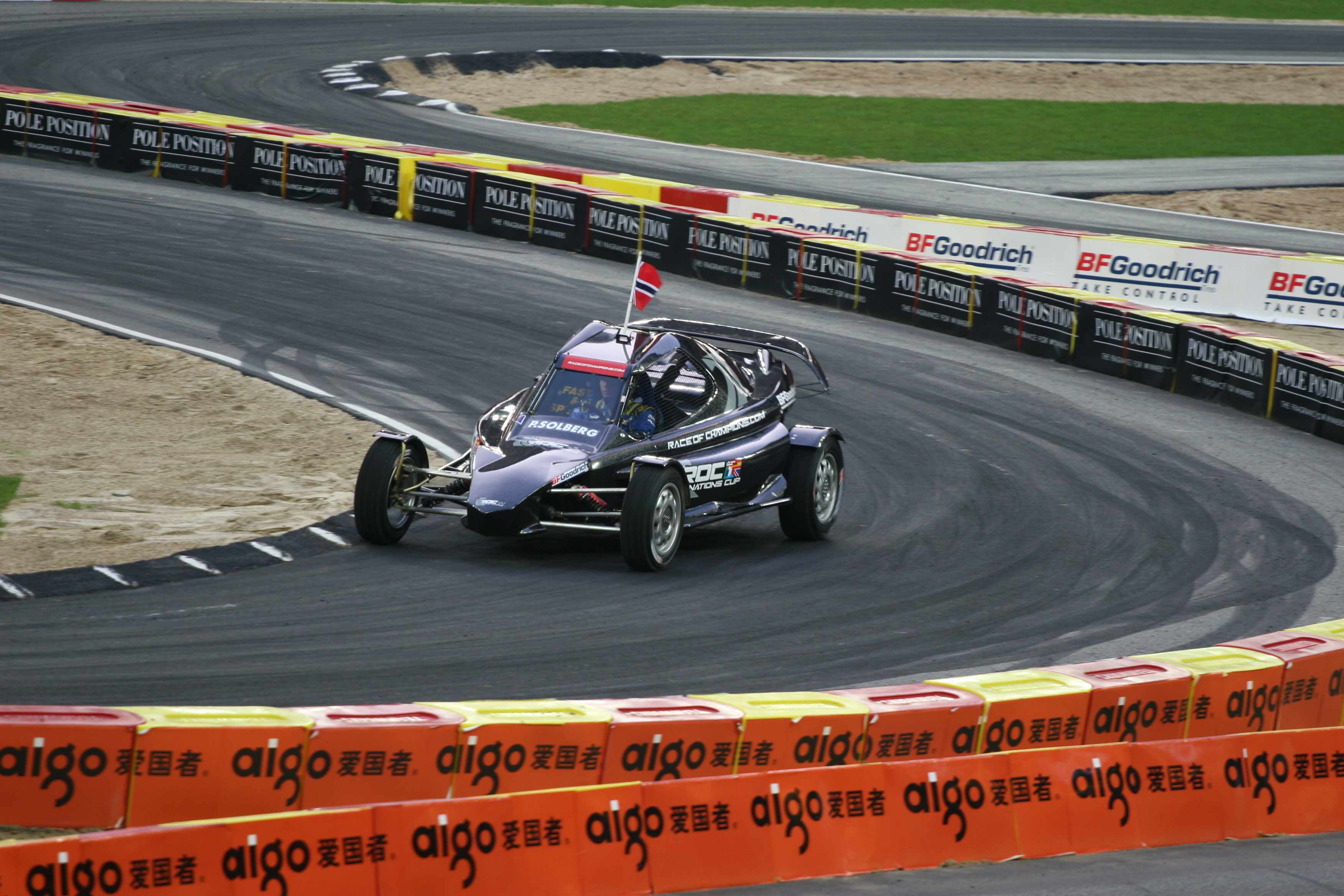
A 2007-es Race of Champions-on

2007-ben részt vett a Race of Champions viadalon. A bajnokok küzdelmében már az első körben kiesett, miután kikapott David Coulthardtól. A nemzetek versenyében bátyjával, Henninggel képviselte Norvégiát. 2–1-re megnyerték a Sébastien Bourdais és Yvan Muller alkotta francia alakulat elleni negyeddöntőt, majd a középdöntőben 2–0-ra kikaptak a Marcus Grönholmmal és Heikki Kovalainennel felálló finn csapattól.
2008-ban több gyári versenyzővel együtt ő is jelen volt a Bettega Emlékversenyen, ahol Dani Sordo és Gigi Galli mögött a harmadik helyen zárt.
2010-ben, a világbajnoki szezont megelőzően részt vett a svéd Finnskogsvalsen versenyen, valamint a norvég Svully-ralin. Petter magabiztos győzelmet aratott mindkét futamon.
A 2011-es szezon előtt az interkontinentális bajnokság szezonnyitó futamán, a Monte Carlo-ralin indult. A hetedik helyről a zárónapon esett ki, technikai problémák miatt.

## Jelentősebb balesetei
2000-es finn rali

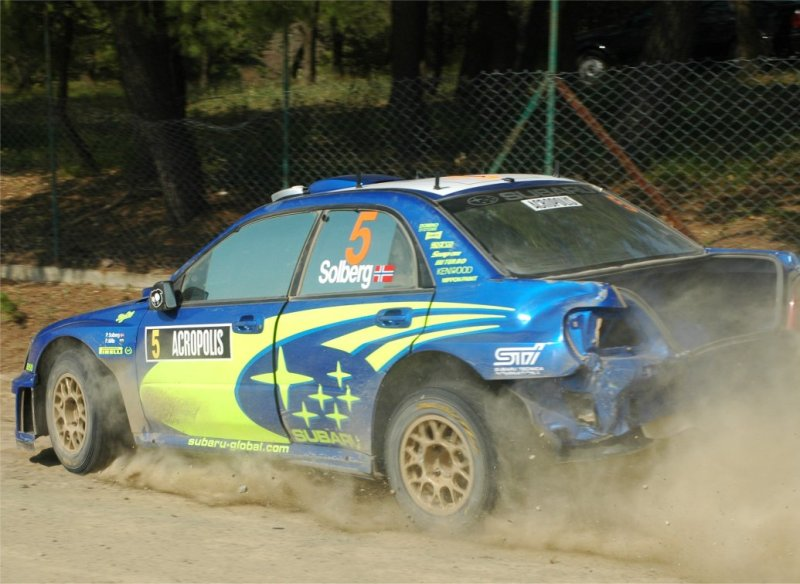
Egy kisebb baleset után a 2005-ös Akropolisz-ralin

- A verseny nyolcadik szakaszán[128] Fordja jobb oldalával egy árokba csapódott. Az autó elemelkedett és tehetetlenül a fák közé csapódott.

(videó a balesetről)
2003-as Korzika-rali
- Petter még a versenyt megelőző shakedownon törte össze autóját. A rendszerint egy nappal a mért gyorsaságik előtt tartott teszten egy villanyoszlopnak ütközött, ami komolyan meghajlította a Subarut. A csapat Ajaccióban, egy karosszéria-műhelyben nyolc órán át egyengette húzópadon az Imprezát, mígnem Pierre Gounon hajnali négy órakor, nem sokkal az első gyorsasági rajtja előtt kijelentette: „Az autó egyenesfutása tökéletes, kanyarsebessége a régi.”[129] A versenyen Petter végül első lett, és az itt szerzett 10 pont nélkülözhetetlen volt a 2003-as egyéni bajnoki cím megnyerésében.

2004-es német rali
- Petter a negyedik helyen állt,[130] amikor a második nap negyedik szakaszán, egy nagy sebességű, nyújtott balos kanyarban lecsúszott az útról, és eltalált egy, a pályát szegélyező betonelemet. Az autó többször megfordult a tetején, majd a talpán állt meg. Az eset után Solberg is úgy nyilatkozott: „Hihetetlen, hogy karcolás nélkül szálltunk ki.”[131]

(videó a balesetről)
2005-ös Monte Carlo-rali
- Ezen a versenyen két nagyobb ütközést is elszenvedett. Az első napon egy szerpentines részen csúszott le az útról, ám ekkor még kisebb időveszteséggel továbbhaladt.[60] A harmadik napon azonban a második helyről[132] egy olyan kanyarban esett ki, ahová a nézők szándékosan dobáltak havat. A váratlan helyzetre Petter nem számított, és nagy sebességgel ütközött a betonkorlátnak. Felháborodását a következőképp kommentálta: „Nem féltem és nem félek a raliautóban. Az első legkisebb jelre azonnal kiszállok, ámde azért amit a nézők csináltak felháborító és felelőtlen volt”.[61]

(videó az első balesetről) (videó a második balesetről)
2005-ös japán rali
- 2004-es japán sikere után a 2005-ös versenyen is esélye volt a győzelemre. Az utolsó napig az élen állt.[70] A huszonnegyedik gyorsaságin nekicsúszott egy nagyobb kőnek, és az tönkretette Subaruja első futóművét. Az autó irányíthatatlanná vált, és a fák között állt meg. Petter a verseny feladására kényszerült.

(videó a balesetről)
2006-os német rali
- A shakedownon törte össze autóját, amikor pár méterre a teszt céljától ütközött neki egy fának. A kár jelentős volt, a Subaru csaknem teljes hátulja komoly sérüléseket szenvedett. A Prodrive szerelőinek így rohamtempóban kellett újjáépíteni az autót a másnapi rajtra. „A Prodrive minden szerelőjének és mérnökének köszönettel tartozom … Reménytelen helyzetben teremtették meg a rajthoz állás feltételeit!” – nyilatkozta Solberg[133]

(videó a balesetről)
2006-os finn rali

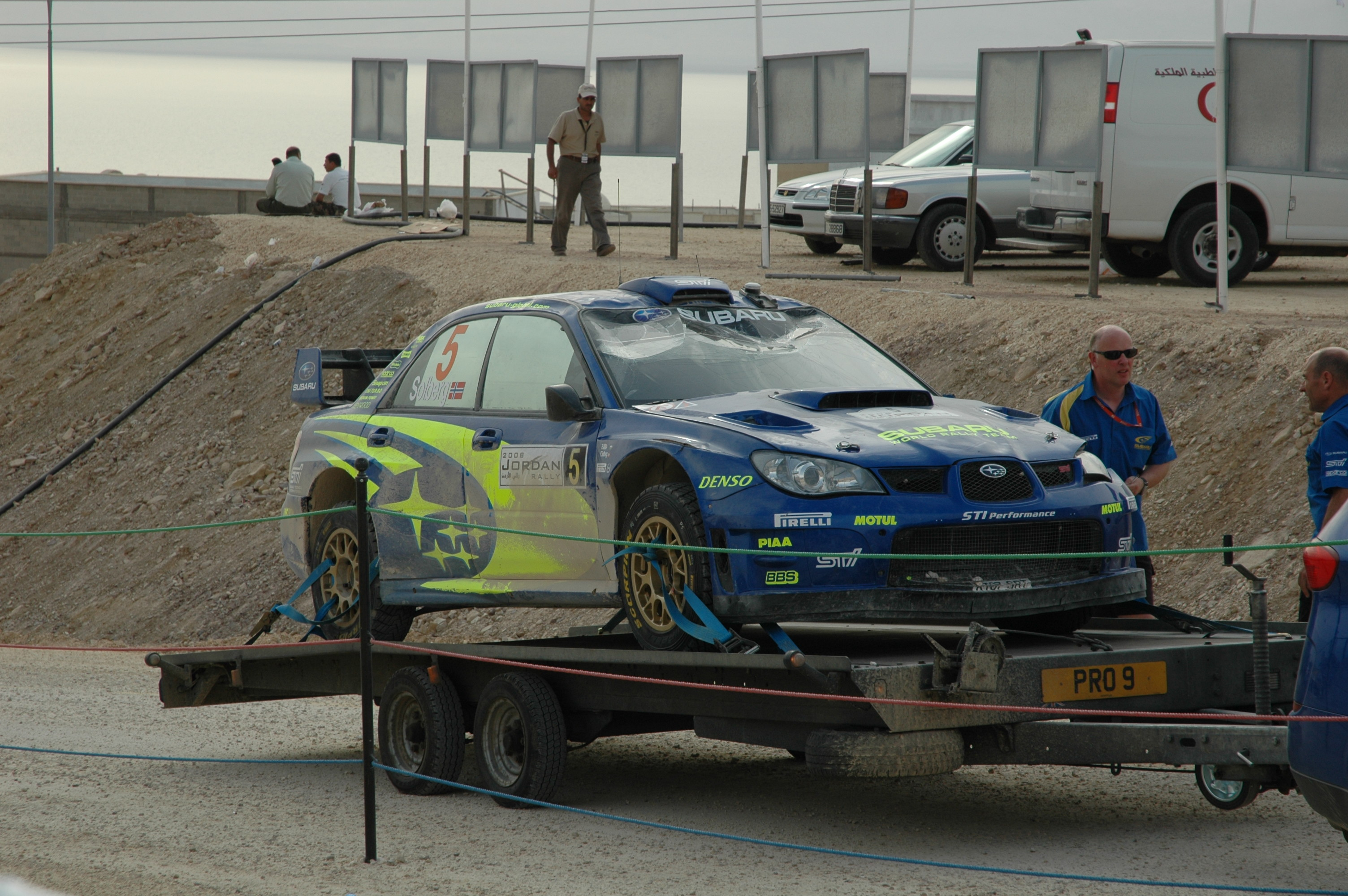
Petter törött Subaruja a 2008-as jordán versenyen

- A rali második napján, a híres ouninpohjai gyorsaságin esett ki.[134] Egy balkanyarban Subaruja hátulja nekiütközött a pálya menti földfalnak, az autó átfordult, végül a talpán állt meg.

(videó a balesetről)
2008-as jordán rali
- A verseny tizenhatodik szakaszán[135] elvétett egy kanyart, lecsúszott az útról, majd autója többször átfordult a tetején.

(videó a balesetről)
2010-es Új-Zéland-rali
- Akár a győzelemre is esélye lett volna, ám a legutolsó szakaszon, egy balos kanyarban autója lecsúszott az út mellé, majd pár ott megtett méter után eltalált egy villanyoszlopot. Az oszlop megrongálta, és az út menti árokba rántotta az autót, így képtelenek voltak továbbhaladni. „Jó helyzetben voltunk a győzelemért, és egyszer csak ott volt az a villanyoszlop” – mondta az eset után.[136]

(videó a balesetről)

## Navigátorai
Világbajnoki pályafutása szinte egészén Phil Mills volt a társa. 1998-ban a svéd ralin Egil Solstad, a brit versenyen pedig Cato Menkerud navigálásával vett részt. 1999-ben egy futam erejéig Fred Gallagher segítette, ezt leszámítva azonban a 2010-es portugál versenyig kizárólag Millsszel együtt indult a világbajnokság versenyein. Mills visszavonulása után a tapasztalt brit Chris Patterson lett Solberg navigátora.
Phil távozását következőképp kommentálta: „Phil elhagyja a csapatot, és ezt nagyon sajnálom. Úgy érzem, nagyon nehéz lesz az ő képességeivel rendelkező navigátort találni. Hosszú éveket voltunk együtt, a pályafutásom hatalmas részét vele töltöttem, nehéz szakítás ez nekem. Visszatekintve mindarra, amit együtt értünk el, különösen sajnálom döntését, biztos voltam benne, hogy még ebben a szezonban sikerül megszerezni a következő győzelmet, és reméltem, hogy ez Phillel mellettem történik. Pályafutásom alatt ő jelentette nekem a legtöbbet. A mi kapcsolatunk a legerősebb volt, ami pilóta és navigátor közt lehet.”
Pattersont alapos válogatás után választotta ki. A szaktudás mellett az angol nyelv ismerete, valamint a lehető legkisebb testsúly volt szempont a döntésben. „A megüresedett helyre 45 jelentkező volt. Közülük választottunk ki hármat, akikkel Franciaországban egy teszten vettünk részt. Két kört mentünk a pályán, felírtuk, aztán egy éles körben visszaolvasták az itinert. Figyeltem, hogy mennyire tudják felvenni a tempót, milyen gyorsan tudnak belejavítani az itinerbe menet közben. Végül Chris mellett döntöttem.”

## Magánélete
Házas, felesége Pernilla Walfridsson. Egy fiuk van, Oliver.
Petter édesanyja és nagypapája ralikrosszozott. Bátyja, Henning is sikeres raliversenyző: a világbajnokságon öt dobogós helyezést, valamint több szakaszgyőzelmet jegyez.
Felesége családjában is több raliversenyző található. Édesapja, Per-Inge Walfridsson a Volvo gyári pilótája volt, 1980-ban megnyerte az európai ralikrossz-bajnokságot. Bátyja, Per-Olof is követte apját, és autóversenyző lett, valamint maga Pernilla is ismert raliversenyzőnek számít.

## Mr. Hollywood

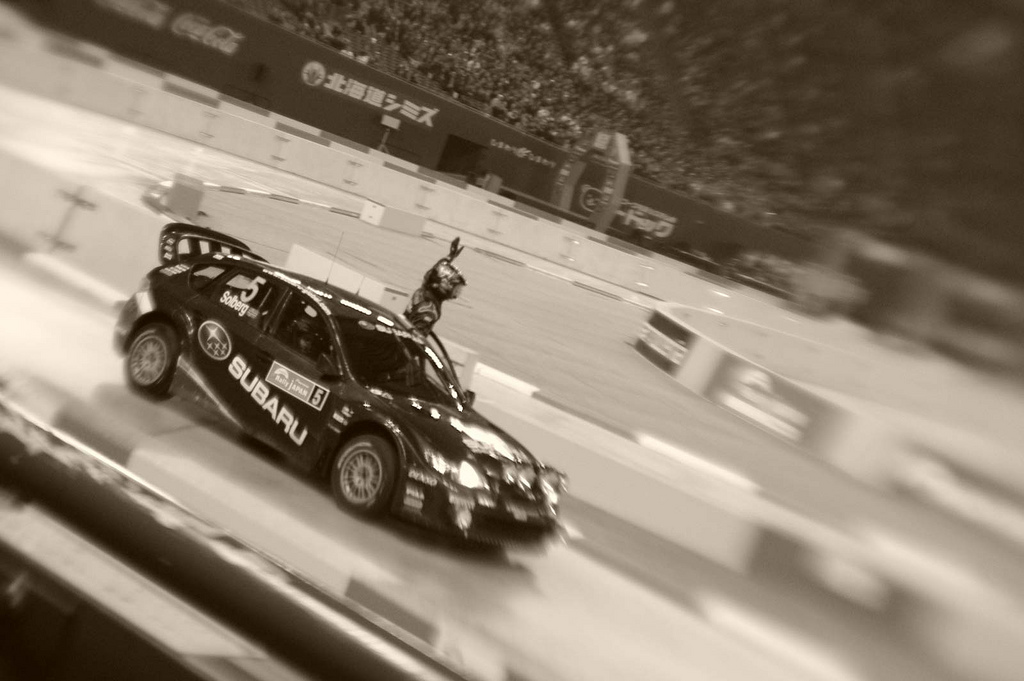
Petter szórakoztatja a nézőket a Sapporo Dome-ban, a 2008-as japán ralin

Szakkommentátorok és raliszurkolók gyakran becézik Mr. Hollywoodnak. E nevét onnan kapta, hogy sikereit látványos örömkitöréssel ünnepli.
2003-ban, a világbajnoki cím megnyerését követő percekben önfeledt ünneplésbe kezdett. Petter előbb navigátorával, Millsszel örült a sikernek, majd csapattársainak, a négyszeres világbajnok Tommi Mäkinennek és navigátorának, Kaj Lindströmnek a kezei közt ugrált. Ezt követően felesége, Pernilla gratulált neki. Ezután egy nagyobb norvég szurkolói csoportba ugrott, végül még a siker hatása alatt adott interjút. „Ez a legeslegjobb az életünkben. A fiam után” – nyilatkozta.
Jellemző rá, hogy a stadionokban, sok néző előtt rendezett szuperspeciál szakaszok levezető körén az autóból kihajolva buzdítja a nézőket. Egy ilyen eset alkalmával felült a még nagy tempóval haladó autójának tetejére, ám miközben mászott vissza a pilótafülkébe leesett. Felpattant, majd Subaruja után szaladt, de nem érte utol, és az a pálya falának ütközött.

## Eredményei

### Teljes Rali-világbajnokság eredménylistája
Táblázat értelmezése
| Év   | Csapat                          | Autó                   | 1      | 2      | 3      | 4      | 5      | 6      | 7      | 8      | 9      | 10     | 11       | 12     | 13     | 14     | 15     | 16     | Helyezés | Pont |
| ---- | ------------------------------- | ---------------------- | ------ | ------ | ------ | ------ | ------ | ------ | ------ | ------ | ------ | ------ | -------- | ------ | ------ | ------ | ------ | ------ | -------- | ---- |
| 1998 | Shell Norge                     | Toyota Celica GT-Four  | MON    | SWE 16 | KEN    | POR    | ESP    | FRA    | ARG    | GRC    | NZL    | FIN    | ITA      | AUS    |        |        |        |        | -        | 0    |
| 1998 | Petter Solberg                  | Toyota Celica GT-Four  |        |        |        |        |        |        |        |        |        |        |          |        | GBR Ki |        |        |        | -        | 0    |
| 1999 | BP Ford World Rally Team        | Ford Escort WRC        | MON    | SWE 11 |        |        |        |        |        |        |        |        |          |        |        |        |        |        | 18.      | 2    |
| 1999 | BP Ford World Rally Team        | Ford Focus WRC         |        |        | KEN 5  | POR 11 | ESP    | FRA    | ARG    | GRC    | NZL    |        | CHN      | ITA 27 | AUS    | GBR 9  |        |        | 18.      | 2    |
| 1999 | Petter Solberg                  | Ford Focus WRC         |        |        |        |        |        |        |        |        |        | FIN 12 |          |        |        |        |        |        | 18.      | 2    |
| 2000 | BP Ford World Rally Team        | Ford Focus WRC 00      | MON    | SWE    | KEN 5  | POR Ki | ESP    | ARG 6  | GRC Ki | NZL 4  | FIN Ki | CYP    |          |        |        |        |        |        | 10.      | 6    |
| 2000 | Petter Solberg                  | Subaru Impreza WRC2000 |        |        |        |        |        |        |        |        |        |        | FRA Ki   | ITA 9  |        |        |        |        | 10.      | 6    |
| 2000 | Subaru World Rally Team         | Subaru Impreza WRC2000 |        |        |        |        |        |        |        |        |        |        |          |        | AUS Ki | GBR Ki |        |        | 10.      | 6    |
| 2001 | Subaru World Rally Team         | Subaru Impreza WRC2001 | MON Ki | SWE 6  | POR Ki | ESP Ki | ARG 5  | CYP Ki | GRE 2  | KEN Ki | FIN 7  | NZL 7  | ITA 9    | FRA 5  | AUS 7  | GBR Ki |        |        | 10.      | 11   |
| 2002 | 555 Subaru World Rally Team     | Subaru Impreza WRC2001 | MON 6  | SWE Ki |        |        |        |        |        |        |        |        |          |        |        |        |        |        | 2.       | 37   |
| 2002 | 555 Subaru World Rally Team     | Subaru Impreza WRC2002 |        |        | FRA 5  | ESP 5  | CYP 5  | ARG 2  | GRE 5  | KEN Ki | FIN 3  | GER Ki | ITA 3    | NZL Ki | AUS 3  | GBR 1  |        |        | 2.       | 37   |
| 2003 | 555 Subaru World Rally Team     | Subaru Impreza WRC2003 | MON Ki | SWE 6  | TUR Ki | NZL 3  | ARG 5  | GRE 3  | CYP 1  | GER 8  | FIN 2  | AUS 1  | ITA Ki   | FRA 1  | ESP 5  | GBR 1  |        |        | 1.       | 72   |
| 2004 | 555 Subaru World Rally Team     | Subaru Impreza WRC2003 | MON 7  | SWE 3  |        |        |        |        |        |        |        |        |          |        |        |        |        |        | 2.       | 82   |
| 2004 | 555 Subaru World Rally Team     | Subaru Impreza WRC2004 |        |        | MEX 4  | NZL 1  | CYP 4  | GRE 1  | TUR 3  | ARG Ki | FIN Ki | GER Ki | JPN 1    | GBR 1  | ITA 1  | FRA 5  | ESP 5  | AUS Ki | 2.       | 82   |
| 2005 | Subaru World Rally Team         | Subaru Impreza WRC2004 | MON Ki | SWE 1  |        |        |        |        |        |        |        |        |          |        |        |        |        |        | 2.       | 71   |
| 2005 | Subaru World Rally Team         | Subaru Impreza WRC2005 |        |        | MEX 1  | NZL 3  | ITA 2  | CYP Ki | TUR 2  | GRE 9  | ARG 3  | FIN 4  | GER 7    | GBR 1  | JPN Ki | FRA 3  | ESP 13 | AUS Ki | 2.       | 71   |
| 2006 | Subaru World Rally Team         | Subaru Impreza WRC2006 | MON Ki | SWE Ki | MEX 2  | ESP 7  | FRA 11 | ARG 2  | ITA 9  | GRE 7  | GER Ki | FIN Ki | JPN 7    | CYP 8  | TUR 13 | AUS 2  | NZL 6  | GBR 3  | 6.       | 40   |
| 2007 | Subaru World Rally Team         | Subaru Impreza WRC2006 | MON 6  | SWE Ki | NOR 4  |        |        |        |        |        |        |        |          |        |        |        |        |        | 5.       | 47   |
| 2007 | Subaru World Rally Team         | Subaru Impreza WRC2007 |        |        |        | MEX Ki | POR 2  | ARG Ki | ITA 5  | GRE 3  | FIN Ki | GER 6  | NZL 7    | ESP 6  | FRA 5  | JPN 16 | IRE 5  | GBR 4  | 5.       | 47   |
| 2008 | Subaru World Rally Team         | Subaru Impreza WRC2007 | MON 5  | SWE 4  | MEX 11 | ARG Ki | JOR Ki | ITA 10 |        |        |        |        |          |        |        |        |        |        | 6.       | 46   |
| 2008 | Subaru World Rally Team         | Subaru Impreza WRC2008 |        |        |        |        |        |        | GRE 2  | TUR 6  | FIN 6  | GER 5  | NZL 4    | ESP 5  | FRA 5  | JPN 8  | GBR 4  |        | 6.       | 46   |
| 2009 | Petter Solberg World Rally Team | Citroën Xsara WRC      | IRL    | NOR 6  | CYP 3  | POR 4  | ARG Ki | ITA 3  | GRC Ki | POL 4  | FIN Ki | AUS    |          |        |        |        |        |        | 5.       | 35   |
| 2009 | Petter Solberg World Rally Team | Citroën C4 WRC         |        |        |        |        |        |        |        |        |        |        | ESP 4    | GBR 4  |        |        |        |        | 5.       | 35   |
| 2010 | Petter Solberg World Rally Team | Citroën C4 WRC         | SWE 9  | MEX 2  | JOR 3  | TUR 2  | NZL Ki | POR 5  | BUL 3  | FIN 4  | DEU 5  | JPN 2  | FRA 3    | ESP 2  | GBR 2  |        |        |        | 3.       | 169  |
| 2011 | Petter Solberg World Rally Team | Citroën DS3 WRC        | SWE 5  | MEX 4  | POR 6  | JOR Ki | ITA 3  | ARG 4  | GRE 4  | FIN 5  | DEU 5  | AUS 3  | FRA Kiz. | ESP Ki | GBR Ki |        |        |        | 5.       | 110  |
| 2012 | Ford World Rally Team           | Ford Fiesta RS WRC     | MON 3  | SWE 4  | MEX 3  | POR 3  | ARG 6  | GRE Ki | NZL 3  | FIN 4  | GER 11 | GBR 3  | FRA 26   | ITA 9  | ESP 11 |        |        |        | 5.       | 124  |
| 2018 | Volkswagen Motorsport           | Volkswagen Polo GTI R5 | MON    | SWE    | MEX    | FRA    | ARG    | ITA    | FIN    | GER    | TUR    | GBR    | ESP 14   | AUS    |        |        |        |        | Hn       | 0    |
| 2019 | Petter Solberg                  | Volkswagen Polo GTI R5 | MON    | SWE    | MEX    | FRA    | ARG    | CHI    | POR    | ITA    | FIN    | GER    | TUR      | GBR 10 | ESP    | AUS    |        |        | 32.      | 1    |

Győzelmek
| #   | Dátum                   | Rali            | Navigátor  | Autó               | Összefoglaló |
| --- | ----------------------- | --------------- | ---------- | ------------------ | ------------ |
| 1.  | 2002. november 14–17.   | Brit rali       | Phil Mills | Subaru Impreza WRC | Összefoglaló |
| 2.  | 2003. június 20–22.     | Ciprus-rali     | Phil Mills | Subaru Impreza WRC | Összefoglaló |
| 3.  | 2003. szeptember 4–7.   | Ausztrál rali   | Phil Mills | Subaru Impreza WRC | Összefoglaló |
| 4.  | 2003. október 16–19.    | Korzika-rali    | Phil Mills | Subaru Impreza WRC | Összefoglaló |
| 5.  | 2003. november 6–9.     | Brit rali       | Phil Mills | Subaru Impreza WRC | Összefoglaló |
| 6.  | 2004. április 15–18.    | Új-Zéland-rali  | Phil Mills | Subaru Impreza WRC | Összefoglaló |
| 7.  | 2004. június 3–6.       | Akropolisz-rali | Phil Mills | Subaru Impreza WRC | Összefoglaló |
| 8.  | 2004. szeptember 3–5.   | Japán rali      | Phil Mills | Subaru Impreza WRC | Összefoglaló |
| 9.  | 2004. szeptember 16–19. | Brit rali       | Phil Mills | Subaru Impreza WRC | Összefoglaló |
| 10. | 2004. szept. 30–okt. 3  | Szardínia-rali  | Phil Mills | Subaru Impreza WRC | Összefoglaló |
| 11. | 2005. február 11–13.    | Svéd rali       | Phil Mills | Subaru Impreza WRC | Összefoglaló |
| 12. | 2005. március 11–13.    | Mexikó-rali     | Phil Mills | Subaru Impreza WRC | Összefoglaló |
| 13. | 2005. szeptember 15–18. | Brit rali       | Phil Mills | Subaru Impreza WRC | Összefoglaló |

Statisztika
| Szezon   | Helyezés | Versenyek/ célbaérés | Pontok | Győzelmek | Dobogók | Szakasz győzelmek |
| -------- | -------- | -------------------- | ------ | --------- | ------- | ----------------- |
| 1998     |          | 2/1                  | 0      | 0         | 0       | 0                 |
| 1999     | 19.      | 6/6                  | 2      | 0         | 0       | 0                 |
| 2000     | 10.      | 10/4                 | 6      | 0         | 0       | 12                |
| 2001     | 10.      | 14/8                 | 11     | 0         | 1       | 16                |
| 2002     | 2.       | 14/10                | 37     | 1         | 5       | 32                |
| 2003     | 1.       | 14/11                | 72     | 4         | 7       | 48                |
| 2004     | 2.       | 16/12                | 82     | 5         | 7       | 94                |
| 2005     | 2.       | 16/12                | 71     | 3         | 8       | 49                |
| 2006     | 6.       | 16/12                | 40     | 0         | 4       | 38                |
| 2007     | 5.       | 16/12                | 47     | 0         | 2       | 13                |
| 2008     | 6.       | 15/13                | 46     | 0         | 1       | 15                |
| 2009     | 5.       | 10/7                 | 35     | 0         | 2       | 12                |
| 2010     | 3.       | 13/12                | 169    | 0         | 8       | 51                |
| 2011     | 5.       | 13/9                 | 110    | 0         | 2       | 30                |
| Összesen |          | 175/129              | 728    | 13        | 47      | 410               |

### Teljes Ralikrossz Európa-bajnokság eredménylistája
Táblázat értelmezése
| Év   | Csapat | Autó        | 1      | 2     | 3     | 4     | 5      | 6     | 7     | 8     | 9     | Helyezés | Pont |
| ---- | ------ | ----------- | ------ | ----- | ----- | ----- | ------ | ----- | ----- | ----- | ----- | -------- | ---- |
| 2013 | PSRX   | Citroën DS3 | GBR 10 | POR 3 | HUN 9 | FIN 5 | NOR 13 | SWE 6 | FRA 2 | AUT 6 | GER 6 | 8.       | 93   |

### Teljes Ralikrossz-világbajnokság eredménylistája
Táblázat értelmezése
| Év   | Csapat                 | Autó                | 1     | 2     | 3     | 4      | 5     | 6     | 7     | 8     | 9      | 10     | 11    | 12    | 13    | Helyezés | Pont |
| ---- | ---------------------- | ------------------- | ----- | ----- | ----- | ------ | ----- | ----- | ----- | ----- | ------ | ------ | ----- | ----- | ----- | -------- | ---- |
| 2014 | PSRX                   | Citroën DS3         | POR 1 | GBR 6 | NOR 2 | FIN 10 | SWE 3 | BEL 3 | CAN 1 | FRA 1 | GER 1  | ITA 3  | TUR 6 | ARG 1 |       | 1.       | 267  |
| 2015 | SDRX                   | Citroën DS3         | POR 2 | HOC 1 | BEL 2 | GBR 1  | GER 2 | SWE 6 | CAN 8 | NOR 7 | FRA 2  | BAR 1  | TUR 8 | ITA 3 | ARG 3 | 1.       | 301  |
| 2016 | PSRX                   | Citroën DS3         | POR 1 | HOC 4 | BEL 3 | GBR 2  | NOR 4 | SWE 7 | CAN 5 | FRA 4 | BAR 10 | LAT 19 | GER 2 | ARG 7 |       | 4.       | 239  |
| 2017 | PSRX Volkswagen Sweden | Volkswagen Polo GTI | BAR 4 | POR 6 | HOC 4 | BEL 3  | GBR 1 | NOR 7 | SWE 7 | CAN 2 | FRA 5  | LAT 7  | GER 4 | RSA 4 |       | 3.       | 252  |
| 2018 | PSRX Volkswagen Sweden | Volkswagen Polo R   | BAR 5 | POR 3 | BEL 2 | GBR 7  | NOR 3 | SWE 7 | CAN 5 | FRA 3 | LAT 7  | USA 2  | GER 5 | RSA 5 |       | 5.       | 227  |